# デッド オア アライブ シリーズ
デッド オア アライブ シリーズ（DEAD OR ALIVE series）は、コーエーテクモゲームス（旧テクモ）から発売された日本の3D対戦型格闘ゲームやバカンスゲームなどのシリーズ。略称は「DOA」（ディーオーエー、ドア）、「デドアラ」など。
テクモ時代から代表されるタイトルとして知られ、板垣伴信が中心となって組織された社内部署のTeam NINJAが開発を担当している。またブランドとしてグッズも多く販売されており、ビデオゲームに限らず幅広いマーチャンダイジングで展開されている。
登録商標には「DEAD OR ALIVE,™」「DOA2™」「DEAD OR ALIVE 3™」「DEAD OR ALIVE®」（『X』以降）などがある。またロゴ上での片仮名併記は『デッド オア アライブ++』までで以降は英名のみとなった。生誕10周年を迎えた2006年には記念のロゴタイプ「DEAD OR ALIVE 10th ANNIVERSARY」が製作された。
2019年時点での全世界ゲームシリーズ累計販売本数は1,005万本、シリーズ販売と基本プレイ無料ダウンロードを含む累計2,405万本を記録している。

## 歴史
セガの『バーチャファイター』が開拓した3D対戦格闘ゲームブームの時流にあった1996年に1作目『デッド オア アライブ』』がアーケードゲームとして稼動開始された。
2001年に発売されたXbox専用ソフト『デッド オア アライブ3』からは一旦アーケードを離れ、あくまでも移植が中心だったコンシューマーゲームの各ハードを新作続編の提供元に変え、2004年の『デッド オア アライブ アルティメット』にてオンラインゲーム市場に、2009年のWindows向けフリーミアム作品『DOA ONLINE』にて海外限定ながらパソコンゲーム市場にも参入した。その後、2013年の『デッド オア アライブ5 アルティメット アーケード』（以下5UA）にて約13年振りにアーケード市場で稼動した。
一方、スピンオフ作品として対戦格闘ゲームではないバカンスゲーム『デッド オア アライブ エクストリーム ビーチバレーボール』（以下X）が2003年にXbox専用ソフトで発売されてからシリーズ化された。2006年以降には続編の『DOAパラダイス♪』『デッド オア アライブ パラダイス』などでモバイルゲームや携帯型ゲーム市場にも参入した。
メディアミックスでは2006年に『DOA/デッド・オア・アライブ』として実写映画化もされた。
自社の別ゲームとのクロスオーバー（相互共演）も数多いが、『デッド オア アライブ4』ではHALOシリーズ、『デッド オア アライブ ディメンションズ』ではメトロイドシリーズ、『デッド オア アライブ5シリーズ』ではバーチャファイターシリーズなどの他社作品キャラクターがスター・システムによって出演している。
2019年にはPlayStation 4/Xbox One/Steam向け格闘タイトル『デッド オア アライブ6』が発売された。

## シリーズ一覧
ラインアップは以下の通り。

### メインシリーズ
- デッド オア アライブ
  - デッド オア アライブ++
- デッド オア アライブ2
  - デッド オア アライブ2 ミレニアム
  - DOA2 HARD CORE
  - デッド オア アライブ アルティメット
  - DOA ONLINE
- デッド オア アライブ3
- デッド オア アライブ4
  - デッド オア アライブ ディメンションズ
- デッド オア アライブ5
  - デッド オア アライブ5+
  - デッド オア アライブ5 アルティメット
  - デッド オア アライブ5 アルティメット アーケード
  - デッド オア アライブ5 ラストラウンド
- デッド オア アライブ6

### バカンスシリーズ
- デッド オア アライブ エクストリーム ビーチバレーボール
- デッド オア アライブ エクストリーム2
- デッド オア アライブ パラダイス
- デッド オア アライブ エクストリーム3
- デッド オア アライブ エクストリーム ヴィーナス バケーション

### その他
- DOAパラダイス♪
- DOA BLACKJACK 〜the Kasumi version〜

## ゲーム内容

### 対戦格闘シリーズ
最大の特徴は、パンチやキックといった打撃技と、ガードを破れる投げ技という2大概念とは別に、攻防一体の「ホールド」という掴み技を考案・導入した点で、打撃は投げに勝ち、投げはホールドに勝ち、ホールドは打撃に勝つという三すくみの関係で成り立っており、「DOAといえばホールド」というイメージを確立させたことである。

#### ホールドとデンジャーゾーン
打撃→投げ→ホールド→打撃……という三すくみの関係が存在していることで、プログラム上で意図的に強く設定された技ないしキャラクターを使っても、ワンパターンな操作ではホールドを含む何らかの天敵技で返り討ちされてしまうので、意識して“ディレイ”を織り交ぜたり、あえて様々な技をランダム気味に使うなど、フェイントの駆け引きやプレイヤー同士の心理戦の重要度が増した差し合い（立ち合い）が特徴的となっている。
また、ステージには「デンジャーゾーン」と名付けたギミックを導入。キャラクターがダウン判定で接触すると爆発などが起こり、ダメージと共に空高くバウンドさせられ、落下中に“空中コンボ”などで追撃されてしまうというトラップ要素を取り入れた。
これらの2大システムが自分側に有利に噛み合うと、明らかに上手い（強い）と感じられるプレイヤーを相手にした状況でもじゃんけんに似たギャンブル性（運要素）が常に含まれるため、一発逆転やビギナーズラックも決して不可能ではなく、数ある同ジャンルの格闘ゲームとは一線を画すゲーム性を持つ。
その後もホールドとデンジャーはシリーズを通して試行錯誤が重ねられ、ホールドは作品ごとで変更および調整されており、たとえば中段ホールドの属性（種類）が「対パンチ・対キックの2種類に分かれているか否か」や、コマンドの方向入力数などに差異があり、ホールドの属性が少なくコマンドも簡単で決まりやすい作品（『DOA』『移植版2』『3』『D』など）、1方向以上のコマンド入力および相手キャラクター（固有技）に対応しての択一が必要な作品（『2』『2M』『2U』『4』『O』『5シリーズ』など）、最大3方向のコマンド入力を要しつつ属性までも完全に一致させなければならない作品（『++』）のように、2択のみ・3択あるいは4択・6択という仕様が混在している。
ホールドの種類
基本ホールドとは別に、ダメージ増・フレーム有利・崩し効果などのボーナスが付く「エキスパートホールド」という上位技や、パンチとキック&上中下段からの択一をせずとも複数項を自動判定で掴めると共に各キャラクターごとにボーナス効果が異なる「固有ホールド」という種類も存在し、プレイヤー自身の腕で使い分けることもできるようになっている。なお、前述してきたものは「ディフェンシブホールド」（以下DH）と総称される防御属性（受け、後手）のものだが、その逆で腕や脚を伸ばす・テイクダウンをしかける・ジャンプして飛びかかるなどのアクションをはさんで掴みにいくことで、移動（キャッチ）投げのような感覚で使える攻撃属性（攻め、先手）の「オフェンシブホールド」（以下OH）が共存している作品（『DOA』『++』『4』『D』）もある。そしてOHは打撃技の出かかりを潰せる（吸い込める）効果がありながらDHに負けない複合手になっているため、一部キャラクター限定で扱われている混在作品（『2シリーズ』『3』『O』『5シリーズ』）では非常に効果的でメリットの大きい技となっている。
オフェンシブホールドの性能
基本的には投げと共通の上・下段判定の2種類だが、一部のキャラクターしか所持していないジャンプ系オフェンシブホールドの場合は着地するまでは投げに負けるという三すくみルールから外れるだけでなく、上段OH（立ちステータスの種類）では潰せない下段の打撃を避けられるため、さらに“使える技”となっている。下段オフェンシブホールドの場合は、上段の打撃&投げ&OHなら避けられ下段の打撃を潰せるという性質から、しゃがみステータスと通称される下段技が強いキャラクターへの有効な対策手段となっている。
デンジャーの種類
続編からはステージの床とは限らなくなり、早々に廃止したリングアウト制に代わって採用したコロシアム制に合う「壁デンジャー」が考案され、空中コンボや吹き飛ばしダウン、あるいは壁を前後にした状態で変化する投げ技などから接触させるのが基本となった。さらに背景や建築、障害物などをそのまま利用した「地形デンジャー」（階段や丘などの斜面から転げる、ビルや崖などの高所から落とされる、ネオン看板や電撃装置で感電する、石柱や銅鑼にぶつけられる、水面や氷上で足がすべる、天井にあたる、床が貫けて階下に落ちる）や、自らキャラクターに向ってくる「ムービングデンジャー」（チーター、プテラノドン、トラなどが体当たりしてくる、市街地を走る自動車に轢かれる、リドリーの吐く火炎に焼かれる）、パワーブローでのみ発動（ヒット）する「スペシャルデンジャー」（上空の攻撃ヘリコプターにぶつけられる、サーカスの見世物で人間大砲として発射される、遺跡の坂を転がってきた岩石トラップに潰される）なども生み出された。
これらのデンジャーで受けたダメージで体力メーターが尽きればK.O.扱いとなるが、「崖落下（斜面）系」と総称される種類に限って1ポイントだけ残り瀕死で済む作品（『2シリーズ』『4』『O』）と、そのままラウンド終了となる作品（『3』『D』『5シリーズ』）に分かれている。また、それらの地帯で基本ないし上段投げ（あるいは上段OH）が決まると自動で「斜面投げ」へと変化し、ダメージ増と共に階層の移動を兼ねる派手な演出が見られる（『2U』『4』『O』『D』）。『5シリーズ』では崖落下と斜面投げを統廃合したQTE風のイベント演出「崖っぷちデンジャー」に改定され、攻防の駆け引きが発生するようになった。その他には、ビーチ系ステージで落下してくるヤシの実（『3』『2U』『4』『O』『5シリーズ』）、冬山にある樹木からの落雪（『D』）、ビル屋上工事現場の棚から落ちる一斗缶（『5シリーズ』）、ティナの「ガッツポーズ」のようなアピール技にダメージ値が設定してありK.O.になる例もある。

#### クリティカルとカウンター
1作目の時点ではまだ成熟して（現行に至って）いなかったが、続編からは打撃技を筆頭に状況を問わずヒットしただけでフラフラになってしまい技が出せずガードも出来なくなるという、当『DOAシリーズ』におけるピヨる（気絶）的モーションである「クリティカル」が導入され、その状態に陥っても“ホールドを出せばキャンセルできる”というルールが追加されたことにより、「先に攻撃を仕掛ける有利性」が増すと共に、「やられてもホールドで反撃可能」という読み合い・駆け引きの要素が改良されて確立され「クリティカルシステム」と呼ぶようになった。
ただし、よろけ中のホールドは「クリティカルホールド」として区別・微調整されており、直出しした時よりも硬直時間が長い、コンボダメージ補正や至ダウンへの蓄積値も解除されてしまう、などのリスクが足されているため、当作の初心者や他社タイトルの格闘ゲーム癖がついているプレイヤーだと条件反射や場当たり的、あるいは過度に連発してしまうのがありがちで、この特性を知るプレイヤーから「ハイカウンター判定を利用した最大投げ」を狙われたり（後述）、「わざとダウンさせずにホールドを誘って、他のクリティカル誘発技や崩し投げで揺さ振って持続する」というパターンに持ち込まれて延々と攻撃をくらい続けるなどの“わからん殺し”的な光景が当作では決して珍しくないが、前者は後述の防御テクニックなどで投げを失敗させて回復させたり、後者は一定のダメージ上限を越える・同じ技を2回続けてあててしまう・クリティカルタイムを過ぎてしまう・クリティカルゲージを振り切ってしまうなど条件が揃うことで強制ダウンに至るため、完全な“ハメ”にはならない措置はとられている。
「カウンター」とは、打撃同士・投げ同士・オフェンシブホールド（OH）同士などがかち合った時、ディフェンシブホールド（DH）を引きつけて成立させた時、OHでDHを掴んだ（投げた）時、背向け状態やジャンプステータス（空中）中にヒット、パワーブローやパワーランチャーの出かかりを投げた時などに生じるもので、勝利した側に1.25倍のダメージボーナスがつく判定のことだが、当シリーズでは三すくみにおけるそれぞれの天敵技でかち合った時、DHを極限まで引きつけて成立させた時、バックダッシュ中やジャンプする瞬間（地上）にヒット、タッグチェンジ中、サイドステップを投げた時などには「ハイカウンター」となり1.5倍ものダメージボーナスがつくようになっている。
その中でもホールドの天敵である投げ技がハイカウンターになると、威力の高いものであれば2から3発でK.O.になってしまうほどの大ダメージになるため、対戦格闘ゲームでいうところの「強力な投げ技を持つのは投げキャラの特権」的な固定観念は必ずしも当てはまるとは言えなくなっている。さらに、壁際で使うと性能が変化する投げ技を全てのキャラクターが何がしか持っているため、爆発や電撃の壁床といったデンジャーゾーンとの誘爆相性の良いものがハイカウンターになると、それだけで1ラウンドの勝敗を決してしまえるほどのダメージ総量となるケースもある。
このように窮地に立たされるクリティカル状態ではあるが、「よろけ中は投げ技やオフェンシブホールドに対する当たり判定は無く、よろけ時間にも短い・長い（浅い・深い）の差異がある」という救済点もあるため、あえて何の操作もしないで「ホールド狩りの投げを読んで（すかして）失敗モーションを生じさせる」ことや、素早く立ち直らせる「レバー回復」（    を連打など）だけに専念するといった防御テクニックもある。しかし、当シリーズでは格闘ゲーム用語で散見する同義語の“レバガチャ回復”よりも意図的に時間がかかる（もたつく）仕様に調整してあるため、一見しただけでは最善の選択肢に思えるが決して万能ではなく、ここでも読み合いが重要になっている。
また、クリティカル中に地上で打撃をつなげていくことは“空中コンボ”と区別して「クリティカルコンボ」と呼び、そのヒット数に応じて最後に浮かせた時の高さが3段階で増していくというボーナスが付いているため、ホールド反撃やレバー回復に読み勝つことで大ダメージの空中コンボにつなげられるというリターン要素も内包しており、常に攻防にギャンブル性やジレンマないしトリレンマが存在している。
下段クリティカルホールドの読み合い
クリティカルの攻防中は、攻勢側のプレイヤーは空中コンボへの始動用で多い中段技をホールドで返されてしまうのは避けたい心理と、そのホールドをハイカウンターの最大投げで狩りたい心理の2つが働きやすい点を逆手にとり、守勢側はよろけたら何はともあれ下段ホールドを出して上段の打撃と投げを空振りさせて立て直すという選択肢が、ほぼ全作で見られる被クリティカル時の一つのセオリーとなっており、『4』では基本種中最も硬直が短いホールドだったことから「最速ホールド（最速下段ホールド）」と呼ばれ、テクニックの俗称としても後年に伝播した。対抗手段となるのはハイカウンターが確定し最も出が速い技ジャンルでもある「下段投げ」がその筆頭となる。なお、以下で詳述するがよろけにはクリティカルホールド自体を出せない（受け付けない）種も少なからず存在し、『5』からは全キャラクターに「クリティカルバースト」という追撃確定のよろけが導入されており、以前のシリーズと根本は同じながらも新たな読み合いを生じさせている。

#### タッグバトル/タッグチャレンジ
『2』で追加された2対2で闘うゲームモード。ストーリーやプロフィール上で何らかの関係がある者を組ませると、タッグ投げが全キャラクター共通版ではない専用種になったり、勝利ポーズないし開幕デモが固有の演出になるなどの変化が生じるペアも存在している。逆に無関係であっても、『2HC』でのゲン&天狗における永久コンボ可能ペアのような、タッグバトル特有の“つなぎ技”の相性が良い組み合わせを探すのも楽しみ方の1つとなっている。一方、当モード時では多層構造系に代表される複雑なギミックを有するステージでは遊べない制限がつく。
『D』では数的優位の2対1（操作するキャラクター2人に対してCPUは1人）である代わりにダメージ値や超反応といったプログラミングが強く設定されているため、いわゆるミッションモード的な内容になっている。『5U』からは開幕および勝利時だけ固有デモになる小規模演出の組み合わせも特別なペア対象として含まれるようになった。

### バカンスゲームシリーズ
可愛い女性キャラクターおよびバストが大きいことを前面に押し出し、作品によっては、女性キャラクターのブラジャーやパンティー等のインナー類のカラーリングの変更や、胸揺れの加減等も変更可能である。
まず女性キャラクターの中から1人をプレイアブルとして選び残りの誰かを誘って2人1組のペアで行動し、購入したりプレゼントされて入手する様々な「水着」などでドレスアップを楽しみつつ、格闘大会から離れた2週間（13泊14日）のヴァケーションを追体験するのが基本内容。
島での買い物には架空の通貨単位（ポイント）＝ザックが必要なため、カジノにあるスロットマシンなどのギャンブルや、プールサイドでのぴょんぴょんゲームほか多種多様なミニゲーム、キーコンセプトかつ純粋な対戦型スポーツゲームとしてもやり込める「ビーチバレーボール」で対戦するなどして稼いでゆく。
キャラクターには「やる気」と「なかよし度」という内部パラメータが存在し、前者はアイコンの顔つきなどで表されるものでバレー対戦時の強弱が変動し、後者は音符マークの数量などで表されるものでプレゼントした水着の受け取りの成否が分かれるようになっている。
やる気はバレー対戦で負け越さなければ持続し、なかよし度は雑貨屋などで各キャラクターが好みそうなアイテムを「ラッピングされたプレゼント用」で買って贈り続けることで上がっていくが、一日の始まりを寝坊して待たせたり、キャラクターごとに好き嫌いが分かれている水着（大半は布地の少ない過激なデザインの物が嫌われている）をしつこく渡し続けたりすると機嫌を損ね、最悪の場合はペアを解消されてしまうため、ペアとしての良い関係を築いていくことが大前提になっている。
プレゼントの好き嫌いは、プロフィール上で設定されている趣味趣向や人間関係がほぼそのまま反映されているため、例外的なものを除けば推察可能となっている。

## 設定
DEAD OR ALIVE
DOATECが主催する世界最大の格闘大会、通称「DOA」。最大の特徴は決闘の場に「デンジャーゾーン」と呼ばれるトラップが仕掛けられている点で、大会出場者の中にはそれが原因で命を落とす者もおり、大会名の由来にもなっている。歴代優勝者は、第1回大会がかすみ、第2回大会がハヤブサ、第3回大会がザック、第4回大会が不明、第5回大会がジャン。なお、『O』では時系列は不詳ながらバーチャルリアリティ大会の「DOA中国大会」が開催されているという設定になっている。
DOATEC
Dead Or Alive Tournament Executive Committee を略し「ドアテック」と呼称されるコングロマリット（巨大重工業企業体）。別名ドアテック・ヘビーインダストリー。創始者のフェイム・ダグラス派と組織内の天才科学者ビクトール・ドノヴァン派による主導権争いの結果、ダグラスは死亡してドノヴァンが実権を握った。その後、生体兵器の開発プロジェクトに利用するため霧幻天神流の忍者を付け狙い、その生体データを基にした「α計画」を推し進めていったが、ダグラスの正統な後継者エレナの台頭によってドノヴァン派も失脚し、現在に至っている。
霧幻天神流（むげんてんしんりゅう）
代々受け継がれてきた門外不出の忍術でありその忍者一派のこと。天神門（てんじんもん）と覇神門（はじんもん）の2流派が対を成す形で存在しているが、事実上覇神門は階級面で天神門の下位に置かれているため、上忍と下忍のように差別されてもいる。最大奥義は気のエネルギーを掌から放出する「裂空迅風殺」（れっくうじんぷうさつ）で、ハヤテ、雷道、かすみが体得している。
フリーダムサバイバー号
世界最大の全長450メートルというDOATECの超豪華客船。速力50ノットで自走可能。大会初のセレモニーのほか、後続大会においても大きなイベントの会場として利用されていった。
世紀末天狗禍（せいきまつてんぐか）
フェイム・ダグラス死亡という報をうけ混乱していた世界で、異界から降臨した異形の怪物・天狗（万骨坊）によって引き起こされた『2(2U)』の第2回大会の別称。
トライタワー
全高999メートルを超す3つの超高層ビルからなるDOATECの旧本部。『4(D)』の第4回大会で崩壊した。
M.I.S.T（ミスト）
エレナ新総帥の意向によってDOATECを追放されたドノヴァンが、かつての反ダグラス派を率いて立ち上げた新組織。
ザック島
バカンスシリーズの舞台となる個人所有のリゾート島嶼。隣接していた小規模のバース島を含め、ほどなくして突然の噴火で海底に没してしまうが、宇宙のUFOから放たれたエネルギーで浮上させることに成功。「ニューザック島」と名を改めて復活した。
MIYAKO
『D』までのほぼ全ての格闘タイトルでデフォルトのシステムボイスを担当した声優・遠藤みやこ。同名の劇中キャラクターが複数存在するが直接的な関係はない。

## キャラクター
主要キャラクターの【登場作品】の並びは、格闘ゲームタイトルを【1/2/3/4/D/5/6】、バカンスゲームタイトルを【X/X2/P/X3/XVV】とする。なお、#その他のタイトルは割愛、設定のみやデモキャラクター程度の出演例（『3/D』以前の幻羅や紫電、『X/X2/P/X3/XVV』のザックなど）は除外とする。
諸元表の内容は、初登場時のものから記し変更後のものを順次併記する。また、役によって異なるものは/で区切る。主に用いられる日本語と英語以外の名前表記は『O』での表記や『5シリーズ』での多言語設定を基に記す。
劇中での活躍（正史設定）は、『DOA』から『4』までを統括しての整合が図られた『D』の「クロニクル」を基準とし、過去作との相違や矛盾点は補足に止める。
なお、本作の登場人物の中にはテクモの別作品『忍者龍剣伝』および『NINJA GAIDEN』シリーズを初出とする者もおり、『デッド オア アライブ 6』のプロデューサー兼ディレクターの新堀洋平は、登場させるにあたっては社内で確認を取っていると2019年のインタビューの中で明らかにしている。

### 『DOA』から登場

#### かすみ
【登場作品 格闘：1/2/3/4/D/5/6、バカンス：X/X2/P/X3/XVV】
「初心者が遊んでも楽しくて気持ちいい」ことと、かつ生みの親である製作者自身が全くできなかった対戦格闘ゲームで「勝てる強さを持つ」ことをコンセプトにして誕生した主人公。決め台詞は「あなたに私は倒せない」。
忍者集団の一派である霧幻天神流の18代目頭首となるはずだったハヤテの妹。その兄が何者かに襲われ半死半生とされながら、何も語ろうとしない父・紫電からの頭首継承の命を拒否し、兄の仇を探し出して倒すために抜け忍となったくノ一。
DOA大会を通じて遺伝子レベルでハヤテよりも優れていることが分かったため、ドノヴァン派によって囚われクローニングに利用され“カスミα”、“Alpha-152”、“PHASE-4”などが作成されてしまい、望まぬ因縁も抱えていくこととなる。
『2』ではカスミαを倒すため、『3』ではハヤテにもう一度会うため、『4』ではハヤテとの平和な暮らしを目指して出場。『5』ではハヤブサとムラマサの厚意で隠れ里に身を寄せていたが、ハヤブサからハヤテ窮地の報せが届き救出に向う。
あやねは種違いの妹にあたるが、里の掟によりかすみを始末する追い忍を命じられたため長らく対立する関係が続いた。しかし『4』でDOATECの象徴だったトライタワー崩壊を境に変わりはじめ、『5』のラストシーンで和解に至った。
逃亡生活中ながら普段は一般人の女子高生（いわく世を忍ぶ仮の姿）を装って学校に通っており、ちょうどその頃にあたる第3回大会（『D』第三章）に前後してのある日にこころと出会い、間接的にあやねの追撃から救われたことがある。
大会での最高順位は、第1回大会での優勝。
格闘スタイルは、パワーは低いがガード方向やホールドの択一を困難にさせる技分岐の多さ、発生の早さ、俊敏な動きなどに優れており、ほぼ全作で使い勝手の良いスピードキャラの代名詞的な軽量級万能タイプとなっている。『4』と『D』ではマイナーチェンジが行われカスミαと区別させての新旧スタイルに二分されている。『5』からは再統合され、「桜惑い」などの演出や一部打撃技からの派生限定だった固有移動モーション「封神歩」への選択肢が増え裏まわり用途や直出しも可能となり、空中コンボ面でも強化された。
『DOA BLACKJACK 〜the Kasumi version〜』ではソロ起用され、『P』での美人時計とのコラボではヒトミと共に起用されている。同社の他作品『モンスターファームシリーズ』では隠しキャラクター（ピクシーの一種）、『NINJA GAIDEN Σ2』ではデモ限定（後姿のみ）、『NINJA GAIDEN 3 Razor's Edge』と『無双OROCHI2 Ultimate』ではプレイアブルキャラクターでそれぞれゲスト出演している。衣装では瑠璃光が『FATAL FRAME II CRIMSON BUTTERFLY DIRECTOR'S CUT』の天倉澪やWii版『スイングゴルフ パンヤ』のアリンの追加コス、『ラグナロクオデッセイ エース』の装備品として移植されている。『O』では中国と台湾共に人気があると語られ、『5U』の初回特典を決める人気投票ではあやねと共に、『5LR』では1位でそれぞれ選ばれた。
『クイーンズゲイト』では2Dイラストでの出演。洋画版ではデヴォン青木が演じた。
キャラクター背景
かすみは感情を表に出さないため、『5』でのモデリングに際しては秘めた表情をさせるのに苦労したと、Team NINJA代表（当時）の早矢仕洋介は2012年のインタビューの中で明らかにしている。

#### ティナ
【登場作品 格闘：1/2/3/4/D/5/6、バカンス：X/X2/P/XVV】
目立ちたがり屋でウーマンズレスリング出身のセレブリティ。DOA大会で注目を集めてファッションモデルへの進出を考えている。『2』では更にもっと目立つため、『3』では女優デビューするため、『4』ではロックスターとして成功するべく出場。『5』では歌手活動で薄れていた格闘魂がミラという若きライバルとの出会いで再燃し、ついでに今度は州知事になると宣言する。本名はナツメ。
柔よりも剛が勝ることを競っているためレイファンからは嫌われている。何かと言い寄ってくるザックは全く好みに合わず相手にしていない一方、バカンスシリーズなどで散見するマスコットのプレーリードッグの名前にも採用されている。父親のバースは嫌いという訳ではないが干渉だけはされたくない。リサとは学生時代からの親友であると同時に“ラ・マリポーサ”の姿の時は商売敵でもある。プロレス業ではマイクという人物がトレーナーを務めている。
大会での最高順位は不明。第5回大会ではMr.ストロングに敗れた。
格闘スタイルは、投げキャラとしてほぼ全カテゴリーを揃える高威力の投げ技だけでなく、打撃キャラとして空中・クリティカル・バウンドなどからの各コンボも得意な中量級のバランスタイプ。
『2』の海外DC版ボックスアートではかすみと共にサイドを務めている。北米版『X』では新キャラクター（当時）のリサと日本版でソロ起用されたヒトミをサイドに置きセンターを務め、同&欧州&豪州版『X2』でもレイファンと差し替えられて起用されており、その理由を開発者は「ティナはアメリカで人気があるから」とコメントしている。
洋画版ではクリスティナ・アームストロングの名（愛称がティナ）で、ジェイミー・プレスリーが演じた。
他者言及
電撃オンラインのkbjは、最近（2022年時点）では目立たなくなってきたが、初期作品の登場人物群の中では大きなキャラという印象が強かったと述べる一方、『5』ではビジュアルが一新されたことで圧倒的にかわいくなり、初めて見たときは驚いたと振り返っている。

#### レイファン
【登場作品 格闘：1/2/3/4/D/5/6、バカンス：X/X2/P/X3/XVV】
太極拳の天才的な使い手。ごろつきに襲われているところをジャン・リーに助けられて以後、不本意な助力に対する悔しさと同時に「強さ」への憧れから拳法の修行を積み、ジャンを倒すためにDOA大会に出場し続ける。しかし一方では、ジャン本人にも興味を持ち始めている。
ティナのことは作品によっては大嫌いと名指しするほどだが、レイファン側の視点ではジャンとのストーリーが優先され気味であり、険悪な対立や掘り下げられた展開には至っていない。第4回大会後からはヒトミと仲良くなり、親友かつライバルとして2人で修行の旅に出ていた。
ジャンやティナへの態度など、自分の思い込みから一方的に突っ走る傾向がある。
大会での最高順位は不明。第5回大会ではジャンに敗れた。
格闘スタイルは、初期のオーソドックスなバランス型を経て、パンチ+キックおよび中段+上下どちらかを含めた2方向を自動二択で掴めるいなし系の固有ホールドや、自動二択は付かない反面クリティカル中でも出せてハイカウンターなら体力の半分近くを奪うほどダメージが高いエキスパートホールドなども覚えたため、軽量級ホールドタイプとも表現できるようになった。『5』からはさばき効果をもつ特殊行動技「雲手」を覚え、揺さ振り能力も強化された。
シリーズ初期の表記では「レイ・ファン」と中黒が入っており“ファン家のレイ”的な姓名だったが、現在表記に変更されてからはフルネームが不詳となった。着用するキャラクターの名前がデザインされていることも多い下着においては、『4』や『5シリーズ』にて「方麗鳳」とプリントされている。
『PS2版2』ボックスアートでは新キャラクター（当時）のアインと共にメインを務め、『DC版2』ではあやねと共にサイドを務めている。『O』では中国で人気があると語られた。
洋画版ではイン・ウォンが演じた。

#### リュウ・ハヤブサ
【登場作品 格闘：1/2/3/4/D/5/6】
超忍と評される忍者で、テクモがファミコン時代に発売したアクションゲームの『忍者龍剣伝』、そしてTeam NINJAのもう一つの看板タイトル『NINJA GAIDEN』シリーズ（以下NG）の主人公と同一人物。
親友のハヤテが何者かに襲われ、その妹であるかすみが失踪。その元凶がDOAにあると読み、アイリーンと協力しつつ諜報を開始し、自身は参加者としても大会にエントリーする。『2』では天狗を倒すため、『3』ではOMEGAを倒すため、以降はハヤテやかすみを助太刀するために闘い続けている。
言動は上述のNG側よりも相手の性別問わず厳しく無愛想だが、友人知人と認めた相手には面倒見の良さを見せる。『3』までは『DOAシリーズ』で創造した外見（衣装）だったが、2003年以降にリリースされた『2U(4)』からはNG側で確立された全体像が反映（移植）されている。
大会での最高順位は、第2回大会での優勝。
格闘スタイルは、横や縦方向にリーチのある技やジャンプステータス技の飛び込み能力を活かした機動力ある攻めを得意とする中量級万能タイプ。一方、逆立ちという風変わりなモーションの技を持つのも特徴で、開発者自身から“どうかと思った（笑）”、“不遇の時代”などと自嘲されもした『3(2U)』までの試行錯誤を経て、『4』からは特殊行動技「隠形印」を覚え揺さ振り能力が向上し、全キャラクター中屈指の空間的な操作が可能となるマイナーチェンジが図られた“構えキャラ”でもある。
自社の他作『無双OROCHI2』『真・三國無双 VS』などにも出演しており、プレイヤーキャラクターとして使用できる。衣装ではLBFが『Wii版スイングゴルフ パンヤ』の追加コス、『ラグナロクオデッセイ エース』の装備品として移植されている。
『D』のボックスアートでは背景バックを務めている。
洋画版ではケイン・コスギが演じた。

#### ジャン・リー
【登場作品 格闘：1/2/3/4/D/5/6】
最強の格闘家を目指す拳士で、時としてコミカルにすらみえるストイックな信条の持ち主。トランペットの腕前も高く、『4』ではエンディングテーマ曲「The Fist」の演奏を披露している。
初期の設定ではザックとライバル関係になっているが、本編ではレイファンとのストーリーが中心であるため、語られてはいない。強さを欲した理由には、中国広東省の孤児院で暮らしていた幼少期に大人から受けた屈辱的な体験と、熱中していた映画に出演していた若き天才拳法家への憧れが根幹となっている。
モデルはブルース・リーで、同じ截拳道を使うキャラクターが登場する『バーチャファイターシリーズ』の製作者として知られる鈴木裕から“技がいいね”と褒められたことがあり、『5シリーズ』にてサラ・ブライアントとジャッキー・ブライアントとの共演が実現した。
大会での最高順位は、第5回大会での優勝。
格闘スタイルは、瞬発力と強引さを活かしたパワフルなカウンターや、吹き飛ばし判定が多い技で中量級の暴れキャラタイプだが、“出すまでは気持ちいいが、その後は我慢してもらうことになる”という意図によりほぼ全作でドラゴンと名の付く（怪鳥音を発する）技の大半はガードされると“確定反撃”が成立してしまう硬直が生じるようにデザインされている。『5』からは特殊行動技「ドラゴンスタンス」を覚え、揺さ振り能力も強化された。
『3』の欧米版ボックスアートではヒトミの後姿を背景にしてメインを務めている。
洋画版では脇役となっている。

#### ザック
【登場作品 格闘：1/2/3/4/D/5/6】
スラムで生まれ育った陽気なDJで、独学だけでムエタイを覚えた『DOAシリーズ』最大のムードメーカーかつジョークキャラ。日本マニアでもあり、ハヤブサの店の常連。
DOA大会では目立って賞金で儲けたいと考えている。ティナの大ファンであり好意を抱くも、本人からは相手にされていない。また、『3』からはヒトミも捨て難い。『4』ではクライマーの名にかけてトライタワーに登らないわけにはいかない。『5』ではエレナを手助けし新生DOATECの従者かつスポークスマン的な立場で大会を盛り上げる。
ジャン・リーとはライバル関係にあり、レオンとも過去に何かあったらしいが、どちらのストーリーもあまり掘り下げられてはいない。
大会での最高順位は、第3回大会での優勝。
バカンスシリーズでの出演はデモキャラとしてのものにすぎないが、事実上の主人公ないしゲームマスター的な立ち位置で女性陣にあれこれと干渉してくるほか、1本の縦線が入った「Ζ」のグリフで表される劇中の通貨名としても採用されている。一方、『3』で知り合ったニキと意気投合し、自身もヴァケーションを満喫している。
格闘スタイルは、一風変わったモーションの技が多くテクニカルに見えるものの、実際はオーソドックスな中量級バランスタイプ。特殊行動技の「ダッキング」と「スウェー」を覚えてからは避けと揺さ振り能力も強化された。
デニス・ロッドマンをモデルにしてデザインされたキャラクターで、欧米版『X』では本人がアフレコを担当した。
洋画版ではブライアン・J・ホワイトが演じた。

#### ゲン・フー
【登場作品 格闘：1/2/3/4/D/5】
かつて試合中の事故で相手を殺してしまい自らの拳を封じた格闘家。その後は古書店を営み平穏な日々を送っていたが、孫娘のメイ・リンが事故で重傷となる。彼女の命を救うには巨額の手術費用が必要と知り、剛拳の封印を解くことを決意。優勝賞金を求めてDOAに出場する。
『3』で目的を達成した後は、弟子のエリオットの育成に力を注いでいる。『4』や『5シリーズ』での参戦は隠しキャラクター中としてのものでストーリーモードでは使用できないが、後者ではエリオットの章で共演はしている。
大会での最高順位は不明。
格闘スタイルは、単発ながらクリティカルやられの効果を多く備える打撃と、フレームレートの有利がつく崩し投げや固有ホールドからの揺さ振りによって、特に接近戦で無類の強さを発揮する中量級のパワータイプで、投げ技からのリングアウト狙い（『AC&SS版DOA(1U)』）や確定コンボも強力。反面、ほとんどの技のリーチが短い。
洋画版ではファン・リュウが演じた。

#### バイマン
【登場作品 格闘：1/2（DC版以降）/3/4/D/5/6】
ビクトール・ドノヴァンからの依頼を受けDOATECの創始者フェイム・ダグラスを始末する機会を狙って第1回大会に出場した暗殺者で、バイマンとは本名ではなくコードネームにすぎない。
護衛の雷道によって1度目は失敗に終わったが、かすみとの決勝戦で不在となった隙をついて暗殺に成功する。しかし、ドノヴァン派の付き添い人だったクリスティの姿はどこにも無く、全てを反故にされてしまう。裏切られたという気持ちから、今度はドノヴァンを抹殺するためにDOAに出場する。
第4回大会後は軍人に転身していたが、とある市街地の戦場跡でPHASE-4に襲われ顔面に深い裂傷を負い、その正体をつきとめようとエレナを訪ねる。
『2シリーズ』での参戦は『DC版2』と『2HC』での隠しキャラクター中と、リメイク作の『2U』に限ったもの。
大会での最高順位は不明。
上中下段に対処可能なエキスパートホールドや3連オフェンシブホールドを所持するため、三すくみの原則がある当作だからこそのホールドのスペシャリストとなっている。なお、『2』から互換キャラのレオンが登場してからは、「DDT」を3連OHとして継承したり下段投げコンボを3連目のみ変更した「ショルダーブレイカー」として所持する他、吹き飛ばし能力に優れたり連係になっているなどの打撃技が多い、発生速度が遅い代わりに硬直を小さく優遇しているなど、持ち技の入れ替えや差別化が図られた変動率の高いキャラクターでもある。
洋画版ではデレク・ボイヤーが演じた。
関係者による言及
『DOA6』のプロデューサー兼ディレクターの新堀洋平は思い入れのあるキャラクターとしてバイマンを挙げており、「Taipei Game Show 2018」などでは『4』までの格好で登壇することもあった。

### 『PS版DOA』から登場

#### あやね
【登場作品 格闘：1（PS版、++のみ）/2/3/4/D/5/6、バカンス：X/X2/P/X3/XVV】
抜け忍となったかすみを追う刺客で、菖蒲にとっての第3子だったが雷道の犯した過ちによって生まれた。9歳の時に覇神門の頭領である幻羅に引き取られてからは本家の天神門一派を影から支える忍びとして鍛えられた。
かすみとは異父姉妹（あやねが1歳年下の妹）にあたり幼少期は共に遊び親友のように仲が良かったが、里での差別環境とくノ一としての宿命がそれを許さず、自分とは逆に恵まれて育ったかすみ自身を妬む心とが相まって決定的なまでに憎悪するようになり、かすみを殺す過程でDOA大会に姿を現すようになった。
しかし異父兄・ハヤテに対しては自分の命をかけることもいとわないほどに強く慕っており、上忍でもあることから「様」付けで呼んでいる。『4』の頃からハヤブサに対しても「リュウ様」と呼ぶが、それ以外の相手だと一変し「あんた」と呼び捨てる。雷道のことは父親とは思っておらず、すでに死んだものとしている。
第1回大会ではかすみと同様にハヤテの仇である雷道を倒すことを最優先で参加。第2回大会ではかすみに敗れた後にオメガ計画の初期段階だった幻羅に操られて我を失い“深山の女天狗”と化していたが、アイン（記憶を取り戻した直後のハヤテ）に敗れたことで正気に戻った。『3』ではOMEGAへと変わり果ててしまった養父・幻羅を自らの手で倒すため、『4』ではハヤテのDOATEC打倒を果たさせるべくパートナーを務める。『5』ではエレナに呼び出されたハヤテに同行し、違和感を覚えた“かすみ”の追跡を命じられる。
『4』のラストではエレナの安否を気にかけるかすみに「無駄よ」と言いつつ引き止め、結果的には命を救うという心情の変化が見られ、『3』大会直後の『X』当時はかすみとのなかよし度が初期時点で最低だったものが『X2(P)』のバカンスでは「普通（♪×3）」からのスタートになり、『5』のラストシーンで和解に至った。
大会での最高順位は不明。
幻惑能力に長けた格闘スタイルを持ち、相手に背を向ける特殊行動からの豊富な技分岐や目まぐるしく回転する固有モーションなどを特徴とする。ほぼ全シリーズで中距離戦が抜きん出て強く“最強忍者集団の一角”と評されたこともある軽量級の打撃（スピード）キャラタイプ。妖術の使い手でもあり、ストーリー上の演出として用いる例があったほか、『6』では技として組み込まれている。
3DCGによる女性キャラクターの美しさ追求を掲げた「デジタルヴィーナス」宣言以降、関連書籍、公式グッズなど多岐に渡るメディアで表紙モデルやイメージキャラクターを務めることも多く、『3』では事実上の主人公を務めた。『O』では台湾で人気があると語られ、『5U』の初回特典を決める人気投票ではかすみと共に選ばれた。
『NINJA GAIDEN』シリーズにも主役級の扱いでゲスト出演しているほか、『無双OROCHI2』『真・三國無双 VS』などにも出演しておりプレイヤーキャラクターとして使用できる。
また、零シリーズ側の世界では実在人物として設定されており、『零 濡鴉ノ巫女』ではクリア特典の隠し要素でのメインキャラを務める。普段の相手とは勝手の違う「隠世の者」と呼ばれる怨霊たちが跋扈する土地で行動するため、自らを死の世界と繋げることで怨霊から身を隠しつつ彼らの気配を察知することができるようになる呪法「隠行紋」を身体に施すこととなる。あやねは怨霊を一時的に行動不能に陥れることができる「霊石灯」を持っているが、基本的には戦闘を避ける方針となる。『閃乱カグラ ESTIVAL VERSUS -少女達の選択-』とのコラボレーションでは2Dイラストによる『5シリーズ』でのC1姿の有料DLCキャラクターとして出演している。
洋画版ではナターシャ・マルテが演じた。

#### バース
【登場作品 格闘：1（PS版、++のみ）/2/3/4/D/5/6】
すでに引退したヒールの元最強プロレスラーで、開発スタッフ自身が駄目出しした1作目当時のティナ以上の「本物のプロレスキャラ」として誕生。
亡き妻のアリシアとの間に生まれた一粒種のティナを溺愛しており、モデル、女優、ロックスターなどへの転身を企てて浮かれるばかりの愛娘を力尽くで止めるべく現役に復帰しDOAに参戦し続ける。そしてティナにはプロレスラーを続けてほしいと思っている。
『4』を境にして再び引退し、馬が合うリグが施設長を務める石油プラットフォームで働いていたが、突如プロレスへのカムバックを宣言したティナの姿を見て親心に火が点き、謎の覆面レスラー「Mr.ストロング」を名乗って第5回大会に出場する。
大会での最高順位は、第3回大会での準優勝。第5回大会ではジャンに敗れた。
バカンスシリーズでは島の名前で採用されている。
格闘スタイルは、動きは遅いがパワーに勝る重量級の投げキャラタイプ。『3』以降はガードブレイク効果の多い打撃とダウン投げの「リフトアップ」などを覚え揺さ振り能力を得たほか、大ダメージを狙える空中投げと相性の良いバウンド浮きも導入されたことで不得意だった空中（バウンド）コンボ面も補強された。
洋画版ではケビン・ナッシュが演じた。

### 『DOA2』から登場

#### エレナ
【登場作品 格闘：2/3/4/D/5/6、バカンス：X/X2/P/X3/XVV】
DOATEC創始者のフェイム・ダグラスとその3番目の愛人で世界的ソプラノ歌手であるマリアンヌの間にできた娘。オペラの公演中に何者かによって銃撃されるが、身を挺してエレナをかばった母が犠牲となり、父のダグラスも別の場所で暗殺される。
その惨事の原因がDOAにあると知り、ダグラスの血縁者として『2』からDOATECを引き継ぎ、第2回大会の開催と自身のエントリーを宣言した。『3』ではドノヴァン派による監禁からの解放と真実を知るための交換条件で出場。『4』ではDOATECの総帥として大会を主催する隠しキャラクターの立ち位置で登場し、全キャラクターでストーリーをクリアすると使用可能となる。『5』では名実共にトップの座に就いたDOATECの完全新生をアピールすべく大会の開催を宣言し、裏側ではリサの動向から得たドノヴァンの新組織の芽を摘むべく忍者たちと交渉する。
なお、第4回大会で母の真の仇がクリスティだったと判明するまでは思わせぶりな態度をとっていたあやねを疑っていたため、設定上の嫌悪感だけでなくシステムとして影響するバカンスシリーズでは両者共になかよし度が初期時点から最低状態になっている。それ以外のなかよし度はティナを除けば平均以上と高い傾向にある。
愛犬がおり、クルーザー上で共にバカンスを過ごす姿も見られた。ザックに対しては『4』のラストで命を救ってくれた恩人となったため『X2』では顔を立てている。上述の誤解も含めて『4』まで立場上では敵対関係だった忍者たちに対しては『5』では支援し、結果的にかすみ、あやね、ハヤテたちが和解するきっかけを整えた。
大会での最高順位は不明。
格闘スタイルは、上段と中段攻撃を無力化できる優れた避け能力を備えた特殊行動技「仆歩 - 低膝」による地を這うような姿勢から先手を奪い、そこからのクリティカル持続や豊富な浮かせ技といった択一攻撃からの空中コンボが強力で、当『DOAシリーズ』における“構えキャラ”の先駆けとなった軽ないし中量級のテクニカルタイプ。また、スリップゾーンの地形デンジャーと相性が良い技を多く有するのも特徴。
『O』では中国で人気がある1人に挙げられた。
洋画版ではサラ・カーターが演じた。

#### アイン/ハヤテ
【登場作品 格闘：2（アインのみ）/3/4/D/5（アインはU以降）/6（ハヤテのみ）】
第1回大会終了後、ドイツのシュヴァルツヴァルトの森林地帯で倒れていた記憶喪失の男。ヒトミ一家に保護された後、ドイツ語で1を意味する「アイン」という仮の名で暮らしながら短期間で空手を習得し、格闘時に湧き上がる感覚から自分の素性を思い出せるのではないかと考え第2回大会から出場。
その正体は、過去に雷道との私闘で重傷を負わされたのち、DOATECの人体改造研究の一つ「イプシロン計画」の実験体とするために里から拉致されたかすみの兄「ハヤテ（疾風）」。リサが主任となって研究は進められていたが、全く同じ時期と場所で拉致・監禁されていたかすみを取り戻しにきたハヤブサによって阻止されるも同時救出は叶わず、直後にDOATECからも見捨てられ置き去りにされた結果だった。それからは空白の日々を過ごしつつも運命的にDOA出場に至ったアインは、ハヤブサから提案されたかすみとの対決によって記憶を取り戻した。父・紫電の跡を継ぎ霧幻天神流18代目頭首となったが、同時にイプシロン実験の後遺症として『5』のラストボス戦に前後して発症した自縛的な現象を抱え悪夢にうなされるようにもなった。
以降のアインは隠しキャラクターへと改定され、準互換キャラクターとしてヒトミが参戦（誕生）。その彼女の前ではアイン（つまり演技ではない）として接するも、恋愛沙汰に疎いのは相変わらずで好意には全く気付いていない。また、記憶の有無に関係なく「バイブレーション」という言葉を形容詞に用いる癖がある。『5U』での参戦はゲストキャラクターとしてのものでストーリーモードには出演しない。
一方、忍術のスタイルに立ち戻った本来のハヤテは大会出場はせず、『3』ではDOATECのオメガ計画に利用された幻羅を始末するため、『4』では全ての決着をつけるために総攻撃を兼ねてDOATECを襲撃する。『5』ではエレナから呼び出され、ザックのヘリでフリーダムサバイバー号へ招待される。
性格は生来からの相当な自信家。抜け忍になってしまった実妹かすみの抹殺には躊躇しており、里から命じられた追っ手やあやねの追撃は止めない代わりに、自身で再会した場合は手を下さずに事実上の黙認を続けている。しかし、あやねにとっては親同然である幻羅の行動は目の前で謀叛と吐き捨て、あやねがかすみも同罪と言えば平手打ちと共に破門も仄めかして非難するなど矛盾かつ身勝手な面があるかと思えば、ナンパしてきたブラッドに「大事な妹だ」と述べて撃退し、Alpha-152戦では身を挺して庇った。『5』のラストシーンでは立ち去るかすみを静かに見送った。
大会での最高順位は、第2回大会でのアインとしての準優勝。
格闘スタイルは、〈アイン〉……ヒット後の飛距離が長い吹き飛ばし系の技により各デンジャーのダメージボーナスを巻き込みやすいため、一発逆転要素も高い中量級の暴れキャラタイプ。『2シリーズ』のCPUアインはプレイヤーが起き上がりキックを出すとホールドで返り討ちしてくるプログラミングが見られた。『5U』では“バランスがとれたDOAの教科書”とも評された。
〈ハヤテ〉……全ての面で平均以上のステータスが揃っており“ほぼ完璧で万能”と評されたこともある中量級のバランスタイプで、初心者にも上級者にも合うデザインのキャラクターとなっている。また、特殊行動技の「疾風駆け」や数種のジャンプステータス技によって機動力も高く起き攻めなどの揺さ振りにも長けているが、判定が強い主力技であるほど硬直が長く確定反撃されやすい。
『2』のPS2移植版ボックスアートではレイファンと共にメインを務め、海外DC版ではかすみとティナをサイドに置きセンターを務めている。
洋画版での出演はハヤテで、コリン・チョウが演じた。また、日本語吹き替えを担当した東地宏樹は『5』でリグ役を務めることになった。

#### レオン
【登場作品 格闘：2/3/4/D/5（U以降）】
シルクロードで活動する傭兵。死に別れた恋人・ローランの言葉を真実とするため、DOAで優勝することで自分が世界最強の男であることを証明しようとしている。
ザックとは過去に何かあったらしく、バイマンとは第3回大会以降からライバルを匂わせる関係になっていたが、どちらのストーリーもあまり掘り下げられてはいない。
なお、『4』や『5U』での参戦は隠し（ゲスト）キャラクターとしてのものでストーリーモードでは使用できない（出演しない）。
大会での最高順位は不明。
格闘スタイルは、ホールドタイプのバイマンの後継として誕生したため『2』ではほぼ完全な互換キャラクターだったが、共演するようになった『3』以降は差別化が図られ、4連および下段3連の投げコンボや、連係や分岐が少ない代わりにクリティカル誘発やガードブレイク効果がある打撃を多めに持つ重量級パワー（投げキャラ）タイプに移行していった。
洋画版ではシルヴィオ・シマックが演じた。

### 『DOA3』から登場

#### ヒトミ
【登場作品 格闘：2（Uのみ）/3/4/D/5/6、バカンス：X/X2/P/X3/XVV】
ドイツ人と日本人の父母を持つハーフで、ドイツ空手界名士の父から幼い頃より鍛えられた。礼儀正しく、性格も実直かつ快活。過去、形稽古に励んでいた森の中で行き倒れていた“イプシロン”（記憶を消されていたハヤテ）を介抱した人物がヒトミであり、アインの名で家族の一員に迎えつつ兄妹弟子的な関係にもなって共に修行を続けていた。
アインが第2回大会出場を境に姿を消した後、己の強さを確かめるため『3』から出場。期間中にフリーダムサバイバー号で再会できたアインから本名と忍者という素性が明かされた後も変わらぬ恋心を秘めたまま、大会後から母国を離れ武者修行の旅を続けるようになった。『4』では病に臥せった父に代わっての道場復興を目指し、アインとしてのハヤテに協力を乞うために出場するも、DOATEC打倒は戦（いくさ）と述べる固い意志を汲み、涙を隠しながら安否を気遣いつつ身を引いた。『5』では親友かつライバルになったレイファンと一緒に旅を続けており、決勝での再会を誓う。『2シリーズ』での参戦は『2U』の隠しキャラクターとしてのもので、ストーリーモードでは使用できない。
大会での最高順位は、第5回大会での準優勝。
格闘スタイルは、『3』以降にサブキャラクターへ移行したアインの準互換打撃タイプとしてデザインされているが、軽量級である、「風塵」などの共通技でもダメージが若干低い、『4』から固有ホールドの「童子切（蜻蛉切）」を習得、最大5連打の連係（多段・分岐）系や地面へのバウンド（ダウン）効果のある叩きつけ系の打撃技が多い、などの点で異なっている。一方、「蹴爪（鉄鎖）」「猛火（業火）」「梓弓」「天地開闢」といった投げ技（オフェンシブホールド）の多数にも爆発壁や電撃床系のデンジャーを巻き込む属性があるため、“壁際のスペシャリスト”とも称されトータルダメージが一変する爆発力も秘めている。
『3』製作初期はかすみに代わっての新ヒロインとして構想されていたキャラクターでもあり、欧州廉価版『3』や国内外版『X』『X2』『P』などのボックスアート、関連書籍、公式グッズなど多岐に渡るメディアで表紙モデルやイメージキャラクターを務めることも多い。『P』での美人時計とのコラボではかすみと共に起用され、『5』の初回予約特典の3人目を決める人気投票ではこころ、レイファンとの巴戦を制して選ばれた。
洋画版ではハン・リンが演じる脇役の男になっている。

#### クリスティ
【登場作品 格闘：3/4/D/5/6、バカンス：X/X2/P】
蛇拳を使うアサシンで、DOATECの反ダグラス派筆頭であるドノヴァンの片腕として大会を暗躍している。
第2回大会まではDOATEC側の裏方として出場者をエスコートしつつ、バイマンをサポートしダグラス暗殺を成し遂げさせたが、用済みとなり始末を目論んだことでドノヴァンともどもバイマンからの遺恨を買い、浅からぬ因縁関係となった。その後はエレナの従者（バトラー）をしつつ彼女を監視し、『3』から初めて自らも選手として大会にエントリーするようになった。『4』ではトライタワーのホールにてバイマンに「ドノヴァンはくれてやる」と告げて見限る素振りを見せつつ、崩壊寸前の状況下でエレナの前に現れ、マリアンヌの命を奪うことになったスナイパーが自分だったことを暗に明かし直接対決に臨んだ。『5』ではドノヴァンに対する不満がピークに達しているが従っている。
大会での最高順位は不明。
格闘スタイルは、ほぼ全作で最速の発生フレームレート値を誇る貫手技のラッシュで刺すように押し込み、軸移動する特殊行動技「蛇形歩」などでテクニカルに翻弄することも可能な中量級の打撃タイプ。『4』からはエレナの仆歩に似た「毒蛇布陣」を覚え起点とする“構えキャラ”寄りのマイナーチェンジが図られ、しゃがみステータスの避け能力などが強化された。『5』からは蛇拳の個性であるはずの蛇行的な動きを中断させていたとの判断から毒蛇布陣は削除され『3』時の蛇形歩起点に戻されている。反面、投げ技の威力が最低クラスだったり、自身の下段打撃技には長いクリティカルやダウンを奪えないものが多い。
『3』の北米廉価版ボックスアートではジャン・リーと差し替えられてヒトミのシルエットを背景にメインを務めている。
洋画版ではクリスティ・アロンの名で、ホリー・ヴァランスが演じた。

#### ブラッド・ウォン
【登場作品 格闘：3/4/D/5/6】
酒と女が好きな酔拳使い。
師匠の陳老師の命令で、3年間幻の酒・幻羅を探し続けてきた。DOA第3回大会でついに見つけた幻羅は酒などではなく化け物でありショックを受けた。『4』では半ばヤケクソ同然のまま出場。『5』では旅を続けるエリオットに付いてまわりながらも相変わらず呑んだくれている。
また、ゲン・フーが自分を弟子にした理由が同情心からではとエリオットが悩んでいた時には、「理由なんか何でもいいんだよ。単なる酔っ払いなおれの師匠よりは全然ましだ」とアドバイスした。
格闘スタイルは、あらゆる動きや技の出が全キャラクター中最低クラスの遅さになっているが、寝転がる「向前倒（向後倒）」、片脚立ちになる「独立歩」、背を向ける「背勢」、逆立ちをする「倒立（反転倒立）」など全キャラクター屈指の特殊行動技を有するため、トリッキーな攻めによる揺さ振り能力が抜きん出ている上級者向けの中量級“構えキャラ”タイプ。それらの構えから派生する技の多彩さで、いわゆるわからん殺しも狙えることから、初心者が使用して無知の相手に優位に立てたり、対CPUに有効（『4』のラストボス戦など）だったりもする。
なお、「酒」「酔う」などの要素に対して技変化やゲームシステムとしての酩酊度合いは設定（演出）されておらず、あくまでもキャラクター性に限ったもの。
洋画版ではソン・リンが演じた。

### 『DOAX』から登場

#### リサ/ラ・マリポーサ
【登場作品 バカンス：X/X2/P、格闘：4/D/5/6】
ティナの親友で学生時代はバレーボールの選手だった。その正体は、第2回大会に前後して行われた「イプシロン計画」や、ドノヴァンからの指示で後にAlpha-152へと結実するクローン計画にも関わっていた科学者。
第1回大会の時点ではドイツ支部を拠点とし同計画に従事。第2回大会では開催直前のセレモニーで偽名の「マリポーサ」を名乗ってハヤブサにハニートラップを仕掛けるが正体を悟られて未遂に終わる。この一件でかすみとハヤテの居場所をつきとめたハヤブサの潜入でかすみが脱走し、ドイツ支部を放棄したリサはカスミαと昏睡状態のハヤテを連れて計3機のヘリで脱出するが、ハヤテ機がマシントラブルを起こしたためカスミα機のみ先行させ森の奥に不時着するハヤテ機に随行し、そのまま消息不明となる。
その後『X』のバカンスでザック島を案内する先客として登場し、面倒見のよいお姉さんとして女性陣をエスコートする。
その一方で、スペイン語でチョウを意味する覆面ルチャドーラ「ラ・マリポーサ」として無敗のままスターダムに昇りつめており、その姿で『4』からDOA大会に出場する。なお、この頃にはイプシロン計画に対する贖罪の気持ちからダグラス派=エレナに協力すると心に決め、表向きはドノヴァンに従っている二重スパイになった。『5』ではマリポーサとしての活動（興行）は無く、DOATECを離れたドノヴァンの新組織「M.I.S.T」の研究員（CPU）側の立ち位置でストーリーに関わっている。
大会での最高順位は不明。
格闘スタイルは、ホールドやガードされてもいなし処理で済んだりブレイク効果があるなど低リスクないしフレームレートの微有利がつく打撃や、背向け・宙返り・三角跳び（壁）といった特殊行動からも出せるジャンプ系オフェンシブホールド（以下OH）などで中遠距離からアクロバティックに攻められる広いステージでの闘いを得意とする一方、リーチは長いが隙の大きさと出の遅さから「最弱キャラ」と評されたこともあるが、ホールドダメージが高く設定されているなど中量級のホールド（投げ）タイプとなっている。また、ダウンを奪えば複数のジャンプステータス技からめくりなどを仕掛けられ、わからん殺しも可能な起き攻めが得意なキャラクターでもある。なお、蹴り技には異種のカポエイラが取り入れられている。

### 『DOA4』から登場

#### こころ
【登場作品 格闘：4/D/5/6、バカンス：X2/P/X3/XVV】
京言葉で話す学生で、普段は舞妓の稽古をしているが八極拳の修行にも打ち込んでいる。母の美夜子はDOATEC創始者フェイム・ダグラスの5番目の愛人で知られる「MIYAKO」と同一人物らしく、事実ならエレナとは異母姉妹という間柄。
まだDOAとは無縁だった第3回大会の頃、熱を出し京都の道端で座り込んでいたかすみと偶発的に出会い介抱しようと声をかけたが断られ、足早に去っていったかすみを追うように現れたあやねからの不躾な物言いに対して苦言を呈したことがきっかけで、一度だけ闘ったことがあった。
その後、実力を試してみたくて母の心配をよそに第4回大会から出場。途中でブラッドに言い寄られもしながら、大会終盤でエレナと対峙した時は血縁の因果をほのめかされ、真相は母親から直接訊きなさいとも告げられた。『5』では母と共に東京に移り住み、街頭ビジョンでエレナの開催宣言中継を見る。
大会での最高順位は不明。第5回大会ではエリオットに敗れた。
格闘スタイルは、瞬発力のある拳・肘・肩・靠などを総じた当て身技で主導権を握り、基本にのっとってクリティカルコンボ・空中コンボ・投げ技あるいはオフェンシブホールドを狙っていくオーソドックスな軽量級バランスタイプ。
2012年10月時点のTeam NINJAスタッフ間では最も人気が高かった。
関係者による言及
『DOAXVV』のプロデューサー・作田泰紀は、こころにとって舞妓であることは好き嫌い以上のものであるとファミ通とのインタビューの中で語っており、同作でオーナー（プレイヤー）に気持ちを伝える手段とも関連していると述べている。また、インタビューアーの西川くんから「『DOAX2』で楽器の鼓を見た際、本当はピアノの方が好きと言っていた」と指摘された際、作田は「親から教え込まれたことへの反抗という若さ」と説明している。

#### エリオット
【登場作品 格闘：4/D/5/6】
天涯孤独の青年。ゲン・フー唯一の弟子だが、なぜ自分を選んだのか分からず悩み、その答えをDOA大会に求めて出場する。『5』では師のもとから離れ武者修行中。
大会での最高順位は不明。第5回大会ではヒトミに敗れた。
格闘スタイルは、中国拳法をベースとした打撃による押しが特徴。中でも「派生技の受付幅（ディレイ）が極端に長い」ことが挙げられ、相手に派生の終わりを悟らせない戦い方を得意とする。反面、技の攻撃判定の発生までが他のキャラクターと比較して遅い。また、男性キャラの中では珍しく軽量級キャラクターでもある。
『6』から、心意六合拳を学ぶことを許されたという設定で、登場していないゲン・フーの技を一部受け継いでいる。「熊出洞」と呼ばれるゲン・フーの構えに通常時、もしくは特定技から移行することが出来、ゲン・フーの技を使用することができるようになった。
洋画版では脇役となっている。

### 『DOA5』から登場

#### ミラ
【登場作品 格闘：5/6】
バースに憧れて総合格闘技を始め、今では世界の大会を次々に制覇している若きチャンピオン。ニューヨークの「JOHNNY's DINER」でウェイティングスタッフのパート・タイムをしながら「MAXWELL'S GYM」で特訓の日々を送っていたが、ザックに素質を見出されDOA第5回大会にスカウトされた。
程無くして来店したティナと知り合い気に入られたことでプロレス団体「D.W.A.」のエキシビションマッチに招待され、ティナの格闘魂を再燃させる新たなライバルとなった。しかしDOA本選ではヒトミに敗れたため再戦は叶わず、夢見ていたバース（Mr.ストロング）との対戦も果たせずに終わった。
格闘スタイルは、総合（混合）の名の通りのバランスタイプとなっている軽量級キャラクターで、代名詞のオフェンシブホールド（以下OH）「片足タックル」や、ディフェンシブホールドからの流れなどでダウンした相手にグラウンドポジションが仕掛けられ、レオンのような寝技による追撃コンボが可能なのが最大の特徴。
キャラクター背景
ミラの戦闘スタイルとして、シリーズではまだ取り上げられていなかった総合格闘技が採用された。
また、スポーティーな女性としてデザインされたものの、既存の女性キャラクターと重複しないよう注意が払われた。

#### リグ
【登場作品 格闘：5/6】
出生にまつわる過去が謎のままDOATECが所有する石油プラットフォームで生まれ育ち、別称である石油リグに因んでか「リグ」のニックネームで仕事仲間から呼ばれている同施設のOIMでありテコンドーの達人。第5回大会後に施設がなくなって以降はある人物のもとに身を寄せていた。
大会での最高順位は、エントリーしていなかったのでまだ記録自体が無い。
格闘スタイルは、片足を上げる「クブリョ・ソギ」からの派生技や、身体全体をくるりと一回転させる動作で惑わす「ターンレッグカット」などの特殊行動を駆使してスピーディーかつトリッキーに闘う蹴り技主体の中量級打撃（テクニカル）タイプ。
キャラクター背景
リグの戦闘スタイルとして、シリーズではまだ取り上げられていなかったテコンドーが採用された。
リグのコンセプトは「男が惚れる男」であり、ダンディーなキャラクターは過去にもいたが、リグの場合はアウトロー的なイメージも付与されている。

### 『DOA5U』から登場

#### 紅葉
【登場作品 格闘：5（U以降）/6、バカンス：X3/XVV】
『NINJA GAIDEN』シリーズからの登場人物で、隼の里で龍の巫女としての修行を積み、腕試しのために大会へ参加したという経緯を持つ。
格闘スタイルは、ハヤブサ、ハヤテなどの技を踏襲しつつオリジナルとなっており、シリーズ初登場カテゴリーのジャンプ技「渦風（うずかぜ）」とさらに“2段ジャンプ”状態の「天駆（てんく/あまかけ）」からの空中殺法が特徴的な軽量級テクニカルタイプ。
2013年12月末時点で新キャラクター人気No.1を誇っていた。

#### レイチェル
【登場作品 格闘：5（U以降）/6】
『NINJA GAIDEN』シリーズからの登場人物である魔神ハンター。
『5U』においては重量級パワータイプであると同時に、連携技の多いキャラクターとして位置づけられており、『6』でも同様である。

### 『DOA5UA』から登場

#### マリー・ローズ
【登場作品 格闘：5（UA以降）/6、バカンス：X3/XVV】
『DOAシリーズ』として約13年振りのアーケードゲーム復帰となった『5UA』最大のセールスポイントとなるべく、通例だった巨乳ではない“最小”キャラクターとして誕生した、召使い（サーバント）を連想させるような風貌と小悪魔的な微笑みが謎めいている素性不明の少女。
追加キャラクターのためストーリーモードには登場しないゆえに第5回大会への参加理由は不明。試合前デモや勝利ポーズではエレナを様付けで呼んでいる。
格闘スタイルは、システマ特有の脱力状態からトリッキーに立ち回り、攻防一体のオフェンシブホールドや各種エキスパートホールドによって固めや逆転も狙えるホールドキャラタイプとなっている。
『5LR』の日本版ボックスアートとアイコンでかすみと共にメインを務めている。

#### PHASE-4
【登場作品 格闘：5（UA以降）/6】
M.I.S.T.によって生み出されたかすみのクローンで、コードネームは“カスミαフェーズ4”である。「フェーズ4」とも表記され、海外版では PHASE 4 とスペリングされる。「フェーズ4」という名前は量産フェーズの名称でもある。
『5』のストーリーモードにおけるバイマンら兵士一行を襲ったデモ出演が初出で、『5UA』のアップデートでプレイアブル化された。
上級者向けの軽量級キャラクター。特定の技の途中に「天風」「地風」というワープに移行でき、さらに攻め手の継続が可能。空中コンボにも組み込むことができ、練度次第で爆発的なダメージを叩き出せるキャラクターである。反面、固有技のほとんどがガードされてしまうと確定反撃がある技がほとんどである。
『5LR』の海外版ボックスアートとアイコンでかすみと共にメインを務めている。
キャラクター背景
フェーズ4は、開発スタッフからの挑戦状というコンセプトのもと、上級者向けのキャラクターとしてデザインされており、性能もかすみとは異なる。
『DOA6』においてはCPU専用キャラクターとして登場する予定だったが、ファンからプレイアブルキャラクターとしての実装を求める声が多かったことに加え、ゲームに出てくるのに操作できないのはもやもやするだろうと考え、直前になってデラックス版特典コンテンツとして実装された。

#### 女天狗
【登場作品 格闘：5（UA以降）/6、バカンス：X3/XVV】
『5UA』のアップデートで追加されたキャラクターで、人間界に降臨した女天狗。
追加キャラクターのため、『5UA』のストーリーモードには登場しない。なお、『6』においては天狗（万骨坊）とは別の種族であると言及されている。
格闘スタイルは、『2』で登場した天狗（万骨坊）を継承した互換キャラクターであり、空中を飛翔する特殊行動技「烏飛び」からのめくりによる起き攻めなどが共通している一方、超重量級ではなく中量級で、独自の新技も追加されており、烏飛びや大鎌の舞などから滞空状態になれる派生技「飛天の舞い」からの択一攻撃、レオンやミラのような寝技による追撃コンボを持つなど相違点もある。
キャラクター背景
女天狗は『DOA6』のストーリーへのかかわりは薄いものの、『DOA エクストリーム』シリーズへの出演で人気が出たことから、『DOA6』においては予約特典コンテンツとして登場した。

### 『DOA5LR』から登場

#### ほのか
【登場作品 格闘：5(LR)/6、バカンス：X3/XVV】
『5LR』の上位バージョンであるPlayStation 4/Xbox One版のみが有する処理技術「やわらかエンジン」による、次世代の女性のバスト表現を最大限に活かすべく誕生した“最胸”キャラクター。
追加キャラクターの為ストーリーモードには登場しない。その為第5回大会への参加理由やどのような形で大会、他のキャラクターと関わっているかは不明だったが、アジア地区予選第5ブロックの第2戦の最中に突如として右手から巨大なエネルギーを放出。その爆発で相手共々負傷し、試合中止・失格となっていたことが『6』にて語られた。
一度見たならどんな技でも体得できる「ほのか流」の使い手である。格闘スタイルは、雷道のように他数のキャラクターをミックスしてデザインされた軽量級スピードタイプで、基本のパンチ攻撃や中段技の発生は全キャラ最速クラスを誇り、ダッシュ速度も速い。ほのかではさらにジャン、ザック、エレナ、ブラッド（含リグ）、リサ、こころ、クリスティなどの特殊構え技も移植されている。様々な構えを駆使し、スピードと併せた多彩な攻めが持ち味。
キャラクター背景
新堀は自分がDOAシリーズ開発にかかわって2年目くらいから温めていたものを具現化したのがほのかであると電撃オンラインとのインタビューの中で明かしている。彼女のストーリーは『DOA5LR』にて追加される予定だったが実現せず、『DOA6』にて実装された。

### 『DOAXVV』から登場

#### たまき
【登場作品 バカンス：XVV、格闘：6】
『デッド オア アライブ エクストリーム ヴィーナス バケーション』からの登場人物。選定理由としては「戦えそうな女の子である事」「それまでのDOA6の追加キャラクターが人並み外れた力を持つキャラばかりだったので、違う路線でいきたい」という目線から「余裕を感じさせるオトナの風格が光っているたまきを」という理由で採用された。
Pや→Pを相手に触れさせ、そこからのオフェンシブホールド派生と中段派生の2択を強引に迫るのが、戦いのフォーム。コンボやOHの火力は低めだが、2択に行けるチャンスを作る能力は高く、積極的に展開を作っていく事が重要な軽量級キャラ。反面、ダッシュやステップの速度が遅く、中〜遠距離戦が苦手で、離れた間合いでは相手に主導権をとられやすい。コンボ等で相手を吹き飛ばす技もあまり無く壁投げも無いので、デンジャーや壁コンなどのステージの特性を生かした戦い方がやりづらい。火力の少なさも相まってワンチャン力が低いので、じっくりとした立ち回りが必要なキャラ。
週刊ファミ通のDOAXVV3周年記念特集によると、合気道の使い手という設定は開発者曰く後付け設定。
ストーリーモードでの登場はないが、服飾デザイナーとしての自分を贔屓にしているエレナには試合前・勝利時に「負けないわよ、エレナさま♡」「ありがとう、エレナさま♡」と固有のセリフがあり、その他ブラッド・ウォンには「勝利の美酒、勝ち取るわよ♡」、エリオットやマリー・ローズやほのか等年下相手には「うふっ、可愛がってあげる♡」、他作品からのコラボキャラである不知火舞、クーラ・ダイアモンドには「はじめまして♪会えて嬉しいな♡」と試合前に固有のセリフを発するが、自身も他キャラクターからコラボキャラ歓迎のセリフを言われる立場。
ブレイクブロー時に顔をアップで殴られる演出は暴力表現抑制OFFの設定でもなく、英語版音声と髪色変更機能もないが、キャラクターセレクト画面における、浴衣衣装等のインナーカラー変更機能には対応しており、システムボイスも「たまきA」「たまきB」と2種類ある。
2024年10月21日、初出であるバカンスタイトル『DOAXVV』の派生で、2025年3月27日にPS5・PS4・Steamのプラットフォームでリリースされた『Venus Vacation PRISM - DEAD OR ALIVE Xtreme -』に登場する6人の女性キャラクターの内の1人として登場する事が発表された。

### 『DOA6』から登場

#### ディエゴ
【登場作品 格闘：6】
アメリカ出身のストリートファイターで、母の為にストリートファイトで生活費を稼いでいる。
キャラクター背景
ディエゴは北米のプレイヤーを見据えて生み出されており、キャラクターのセッティングに当たっては、日本国外の開発チームと話し合いが重ねられた。
初心者でも遊びやすくしたためか、北米のプレイヤーからの人気が高いと新堀は語っている。

#### NiCO
【登場作品 格闘：6】
M.I.S.T.の天才科学者。電撃を使う。髪は水色のボブカットで、眼鏡をかけている。
キャラクター背景
新堀は2019年の電撃オンラインとのインタビューの中で、『DOA5 LR』でほのかを出したあたりから考えていた物語を描くにあたりリサとは違う科学者が欲しいと考え、設定を固めていったと話している。また、同時期に発表されたディエゴとは初心者向けキャラクターであることは共通している一方、大舞台に立つディエゴと、世界の裏で起こる出来事にかかわるNiCOとは基本的に接点がないとしている。
NiCOは、マリー・ローズ以上の人気を得られるようなかわいらしいキャラクターというコンセプトがあり、原型ができた後も細かい調整を重ねられた。

### ボス、CPUキャラクター

#### 雷道
【登場作品 格闘：1/D/5(LR)/6】
「ライドウ」とも表記される『DOA』および『++』のボスキャラクター。元々は覇神門一族の出で、霧幻天神流17代目頭首となるはずだったが、実弟・紫電の妻だった菖蒲に性的暴行を加え、あやねを身ごもらせたことで破門され里からも追放された。
一度受けた技を身に付けることのできる特異能力を持つため、様々な格闘家から技を奪っており、本命であった奥義の「裂空迅風殺」を狙って里を強襲し、ハヤテに技を使わせて盗み取った。
以後、フェイム・ダグラスに雇われていたが、第1回大会の決勝戦でかすみに敗れた後にデンジャーゾーンの爆発によって死亡した。しかし密かにドノヴァンによって回収され、第5回大会を前後にしてサイボーグ化され記憶を失った状態で復活した。
『2U』ではデモ出演のみ、『PS/SS(1U)版DOA』『++』『D』『5LR』ではプレイヤーキャラクターとして使用可能。『D』以降はプロフィールのほとんどが「不明」ないし「極秘」に改定され、『D』では全身から発する赤いオーラのようなエフェクトが追加されている（C1）。『5LR』では身体の各所が機械化されている。
前述の設定を反映する形で、多数のキャラクターをミックスしてデザインされた重量級のバランスタイプとして位置づけられている。

#### カスミα
【登場作品 格闘：2/D】
「α計画」によって生み出されたかすみのクローンで、『2シリーズ』の限定的な準中ボス的キャラクター。かすみのストーリーモードにCPU限定キャラクターとして「KASUMI」表記で登場したのが初出で、『2U』以降から現行名になった。ドノヴァンを「パパ」と呼び、DOA大会で暗躍している。
長らくはかすみの追加コスで擬似的に再現するという扱いだったが、『D』で初めてプレイヤーキャラクターとして参戦。「遊ぼうよー」などの子供っぽい口調と、邪悪な表情をよく見せる。『5シリーズ』での出演はストーリーモードに限ったもの。
格闘キャラクターとしては、『2』および『5シリーズ』ではかすみと全く同じ性能だったが、『D』では本人と似て非なる仕様となっている。
第2回大会の最中、DOATECのドイツ支部に幽閉されていたかすみの前に姿を現し「私もハヤテ兄さんが好きだもの」と挑発したことでかすみを激怒させ対決した。その後も「私のハヤテ」などと呼び、ハヤブサが天狗を倒した後に記憶が戻ったハヤテを狙い、“深山の女天狗”と化していたあやねとタッグを組み襲いかかるも返り討ちにされた。その後、第5回大会の頃には自分こそがオリジナルのかすみであるという思い込みが自我を上回ってしまっており、ポニーテールの瑠璃光姿でエレナの前に現れ「私自身の手でAlpha-152と決着をつけたいの」と告げ、リサの妨害を退けつつ「DEPTH」ステージにて152と対決し勝利するが、そもそも2年前のトライタワーにおける闘いが錯覚であるため、無自覚のまま記憶と現実の整合がとれず不可解な表情で立ち尽くしていた。その後、ハヤテとあやねに追い詰められて斬られたカスミαは追いついてきたハヤブサの腕の中で、最期まで自我が甦ることなくかすみとして兄のハヤテの名を呼びながら息絶え消滅した。

#### 天狗
【登場作品 格闘：2/D】
幻術を操る邪悪な天狗で、『2シリーズ』にてボスキャラクターとして登場した。フルネームは五百峯万骨坊（ごひゃくみねばんこつぼう）であり、単に「万骨坊」と記されもする。
DOATECの実験で操り人形と化した幻羅（OMEGAになる以前）によって深山の結界が破られたことで人間界に降臨した。そのまま欲望のおもむくままに第2回大会を推し進め、後に「世紀末天狗禍」と呼ばれる災厄の元凶となったが、ハヤブサによって倒された。
CPU戦ではシリーズ初採用となった飛び道具技「野分」で牽制しつつ、ジャンプステータスの体当たり技「蜻蛉返り - こぼし蝗」でフェイントを交えながら突撃し、空中を飛翔する特殊行動技「烏飛び」からの「浄土送り」で投げにくるなどの比較的ワンパターンな行動であり、被クリティカル時にすぐホールドを出すプログラミングにもなっている。なお、『2(2HC)』では両者の体力メーター差によって画面にかかるモーションブラーの効果が増減する（天狗よりも少ないと視界が悪くなり不利になる）という演出が採用されており、『2U』では自ステージ「THE MIYAMA」の四季を変化させる派手な演出が採用されている。
『DC版2』『2HC』『2U』『4』『D』などではプレイヤーキャラクターとして使用可能。
『5UA』からは互換キャラクターとして女天狗が登場した。
格闘スタイルは、ほぼ全作で動作が最低の遅さだが、確定追撃が狙える有利フレームが付く通常ヒット判定やガードブレイクなど優遇された技もあり、烏飛びからのめくりによる起き攻めも可能など、プレイヤーの腕次第という言葉通りの上級者向けテクニカル（パワー）タイプとなっている。全キャラクター中最大の巨躯も当たり判定は大きいが、天狗を除けばSPARTAN-458と幻羅しか該当しない超重量級なので被空中コンボの耐性が高い。

#### OMEGA/幻羅
【登場作品 格闘：3/D】
霧幻天神流の里における分家＝覇神門の一族で、雷道が追放された後に頭領となった老忍。あやねの養父にして忍術の師匠でもあったが、第2回大会の直前にDOATECに拉致され新たな超人製造プロジェクト「オメガ計画」の献体として利用されてしまう。
実験の初期段階でまだ生身の姿だった頃に『2』のボスキャラクター・天狗を召喚するきっかけを作り、あやねをも惑わしハヤテたちを襲わせた。
『3』では完全体「OMEGA」と化しラストボス（CPU）として登場する。最終的にはあやねの手で荼毘に付された。
『D』ではプレイヤーキャラクターとして使用可能。
格闘スタイルは、全キャラクター随一の遠距離戦（シューティング戦法）が得意な超重量級テクニカルタイプとなっている。

#### Alpha-152
【登場作品 格闘：4/D/5】
「α-152」とも表記される『4』の一部キャラクター限定ボスキャラクターで、かすみ（カスミα）の遺伝子を利用した「α計画」の一つの完成形かつ152体目のクローン。ハヤテとあやね戦では「TRITOWER HELIPORT」、それ以外では「BIOLABO CORE」が自ステージとなる。
『4』では全体的に規格外に設定されているダメージ値とCPU特有の超反応（プログラミング）を持つ。『D』ではプレイヤーキャラクターとして使用可能。『5シリーズ』ではストーリーモードの中ボスおよび条件を満たすと出現する隠しキャラクターとして登場する。
格闘スタイルは、最大で10から11連打にもなっている連係打撃からの怒涛のラッシュが強力な反面、基本ホールドがダメージ属性の無いワープするだけのものだったり、起き上がり攻撃に基本の上中下段キックが無く勝手に浮遊するモーションなどが要因となって受けに弱く、『5』では「ダウンしたら負け」とまで評価されたほど“攻撃は最大の防御”を地で行く全キャラクター随一の特異性を持つ軽量ないし超軽量級テクニカルタイプ。
第4回大会の裏側で起動しオリジナルのかすみと対決、さらにはハヤテとあやねのタッグすら退けトライタワー崩壊の混乱に乗じて外界へと消えていった。それから2年後、DOATECが所有する石油プラットフォームのエリアC-5に秘匿されていた「M.I.S.T」の研究所の管轄下に置かれていたが、執念をもって居場所を突き止めてきたカスミαと「DEPTH」ステージで対決し敗れた。一方、最深部の「LAB」ステージに存在していた起動前と思しきコピーたちは、崩壊する施設と共に海に沈んでいった。

#### 紫電
【登場作品 格闘：D】
亡き実父・武雷の跡を継いだ霧幻天神流の先代頭首（17代目）。里でいう本家＝天神門一族の前頭領でもあり、菖蒲を妻に持つハヤテとかすみの父親。長らくは設定上やデモに限っての出演だったが、『D』にて初めてプレイヤーキャラクター化され、条件を満たすとランダム枠から特定のコマンドを入力することで選択可能となる。決め台詞は「なっとらん！」。
実兄・雷道が菖蒲を陵辱して以降は分家の覇神門一族との関係が悪化し、その亀裂は幼少期のあやねをして本家との確執を覚らせ殺意にまで育むほどの差別だった。一方、事件そのものは里の暗部（タブー）となり許すのとは別の意味の堪忍に徹したため、ハヤテを半死半生にしたのが誰だったのかを明かさないままかすみに頭首継承を命じたことで疑心を招き、実の娘が抜け忍となる結果になってしまった。その後、失踪していたハヤテが帰郷したことで「本来家督は長男が継ぐべきもの」と語って聞かせ、18代目頭首（および天神門一族の頭領）の座を任せた。
クロニクルモードでは練習相手としての扱いだが、100人サバイバルやタッグチャレンジモードでは最後の強敵として待ち構える。

#### α
【登場作品 格闘：5】
『5シリーズ』のボスキャラクター。リグが施設長を務めていたプラットフォームの海底最深部に秘匿されていた「LAB」を自ステージとし、ハヤブサ戦、ハヤテ&あやねのタッグ戦を経たのち、かすみと直接対決する。
上記忍者勢の4名に化けるする能力を持ち、タッグコンボならぬ“一人四役”のカルテットコンボを繰り出してきたりもする。

### ゲストキャラクター
SPARTAN-458（日本国外：NICOLE-458）
声 - Lyssa Browne
『HALO』シリーズからのゲストキャラクターとして、『デッド オア アライブ4』に登場した。
HALOシリーズの主人公のSPARTAN-117（通称：「マスターチーフ」）とは別人であり、HALOの世界では全滅したことになっているスパルタン計画の兵士の一人という設定である。
条件を満たすと出現する隠しキャラクターのため、ストーリーモードでは使用できない。
『Halo 2』に登場する宇宙ステーションをモチーフにした「NASSAU STATION」を自ステージとし、「GAMBLER'S PARADISE」ステージで闘うと自動車のムービングデンジャーにワートホグが出現する。アフレコ言語は国内・海外版を問わず同キャストの全編英語となっている。
格闘スタイルはダメージ数値が高いパワータイプの超重量級キャラクター。
Rio
声 - 井上麻里奈 / アリ・ヒリス（海外版）
『Rioシリーズ』からのゲストキャラクターとして、『デッド オア アライブ パラダイス』に登場した。
ゲームスタート時点ではホテル「ハワードリゾート」内にあるカジノでテーブルゲームのディーラーを務めている。1つ目の条件を満たすとパートナーとしてペアを組めるようになり、その状態で2つ目の条件を満たすとプレイアブルとして使用可能となる。
井伊直虎
声 - 斉藤佑圭 / エリカ・メンデス（海外版）
『戦国無双シリーズ』からのゲストキャラクターとして『DOA5 LR』に登場した。同作においては科学実験によって「DEAD OR ALIVE」の会場に召喚されてしまったという設定である。
不知火舞
声 - 小清水亜美
SNKの『餓狼伝説』シリーズならびに『ザ・キング・オブ・ファイターズ』からのゲストキャラクターとして、『DOA5LR』および『DOA6』に登場した。
クーラ・ダイアモンド
声 - かかずゆみ
『ザ・キング・オブ・ファイターズ』からのゲストキャラクターとして、『DOA6』に登場した。

#### バーチャファイターからのゲストキャラクター

##### アキラ
【登場作品 格闘：5】
セガの『バーチャファイターシリーズ』からの特別出演かつ同一人物。条件を満たすと出現する隠しキャラクターで、ストーリーモードではこころの章に登場する。
格闘スタイルは、「鉄山靠」「崩撃雲身双虎掌」などを忠実に再現した『バーチャファイター5』以降仕様の中量級テクニカルタイプ。
キャラクター背景
共に2012年時点でシリーズ第5作目までに至ったことを記念してのオファーから実現した参戦で、プロデューサーの早矢仕洋介も「彼（VF）の背中を追い続けてきたとも言えるし、そもそもDOA自体が誕生しなかったはず」のように答えたほど特別なもので、情報公開の時は当作主人公のかすみをPre-alphaトレーラーに登場させず、あえて5か月強も後回しにしてアキラと共演させたほどだった。第5作目『VF5シリーズ』の各設定をベースにしつつ、プレイアブル側ではなくキャラクターセレクト画面でのハイレンダリング側を参考にしてモデリングされており、アフレコ言語は国内・海外版を問わずVF側に倣った同キャストの全編日本語となっている。

##### サラ・ブライアント
【登場作品 格闘：5】
セガの『バーチャファイターシリーズ』からの特別出演かつ同一人物。条件を満たすと出現する隠しキャラクター（『5U』『5LR』では初期状態で使用可能）。
ストーリーモードではティナの章（タイムチャートでは『20.ライバル現る』）に登場する。
格闘スタイルは、截拳道からマーシャルアーツに転身した『バーチャファイター4』で覚えた片脚立ちになる特殊行動技「フラミンゴ」を有する『VF5』以降仕様の軽量級スピードタイプ。
キャラクター背景
第5作目『VF5シリーズ』の各設定をベースにしつつ、プレイアブル側ではなくキャラクターセレクト画面でのハイレンダリング側を参考にしてモデリングされており（そのためウェーブのかかっていないストレートヘアで表現されている）、アフレコ言語は国内・海外版を問わずVF側に倣った同キャストの全編英語となっている。

##### パイ・チェン
【登場作品 格闘：5】
セガの『バーチャファイターシリーズ』からの特別出演かつ同一人物で、条件を満たすと出現する隠しキャラクター。
海外のKOEI TECMO AMERICA経由のインターネット動画で初公開され、その内容は「TEMPLE OF THE DRAGON & SAKURA」ステージでゲン・フーと闘っている、というもの。
第5作目『VF5シリーズ』の各設定をベースにしつつ、プレイアブル側ではなくキャラクターセレクト画面でのハイレンダリング側を参考にしてモデリングされており、アフレコ言語は国内・海外版を問わずVF側に倣った同キャストの全編日本語となっている。
格闘スタイルは、連撃のラッシュと身軽さを活かした技で攻める『VF5』以降仕様の軽量級スピードタイプで、全キャラクター中トップクラスの下段打撃＝しゃがみステータス技が充実している。

##### ジャッキー・ブライアント
【登場作品 格闘：5（U以降）】
セガの『バーチャファイターシリーズ』からの特別出演かつ同一人物。
格闘スタイルは、『VF5』以降仕様の中量級バランスタイプ。
キャラクター背景
『5U』公式ウェブサイトなどで初公開され、その内容はアキラ初登場時に似た演出でVF側での乱入SEと共に現れ、「DEAD OR ALIVE」ステージでサラと組んでクリスティ&リグのペアを相手にタッグバトルをしている、というもの。第5作目『VF5シリーズ』の各設定をベースにしつつ、プレイアブル側ではなくキャラクターセレクト画面でのハイレンダリング側を参考にしてモデリングされており、アフレコ言語は国内・海外版を問わずVF側に倣った同キャストの全編英語となっている。

### その他のキャラクター
フェイム・ダグラス (Fame Douglas、道格拉斯)
声 - 中田譲治 / リチャード・エプカー（海外版）
世界最大の権力者で、DOATECの代表も務める。ゴールディ、アンネ、マリアンヌ（またはマリア）、イザベラ、MIYAKO、アナスタシアら6人の愛人を持つ。
ビクトール・ドノヴァンの裏切りにあい、ボディガードを務めていた雷道が第1回大会決勝戦のため傍から離れていた合間を狙われ、バイマンの狙撃によって暗殺された。愛人の方はゴールディ、アンネ、マリアンヌ、イザベラの4名が故人となっている（『4』時点）。
長らくは設定上などに限った出演だったが、『D』にて初めてデモキャラクターとして登場し、フィギュアの撮影も可能で、システムボイスも入手できる。
マリア（Maria、マリアンヌ）
フェイム・ダグラスの3番目の愛人だった世界的ソプラノ歌手。ダグラスの6人の愛人の中でただ1人、ダグラスの財産や権力ではなくダグラス本人を純粋に愛した為、ダグラス家の嫡子（エレナ）を産む事を許された。
オペラの公演中、同じステージに立っていた娘エレナを狙うスナイパー（クリスティ）の存在にいち早く気付いて反射的にエレナを庇い、ライフルの銃弾を左胸に喰らい死亡した。その後、亡骸がビクトール・ドノヴァンにより、死者の蘇生が可能か否かの人体実験に利用される。
生前、娘とガルニエ宮を訪れた事があり、設定画ではボブカットの姿で描かれている。
ビクトール・ドノヴァン (Victor Donovan、維克多・多諾萬)
声 - 遠藤守哉 / グラント・ジョージ（海外版）
「ヴィクトール・ドノヴァン」とも表記されるDOATECのマッドサイエンティストの男。ダグラスの愛人・アンネと共謀し、反体制派となって暗殺計画を成し遂げた後は「闇の支配者」となってDOATECを牛耳り、アルファ計画、イプシロン計画、オメガ計画などを推し進め、霧幻天神流を筆頭とする数々の者からの遺恨をうける元凶となった。
常に仮面を着用しているため素顔が謎のままであり、出演は設定上以外では『D』以降のデモシーンやシステムボイス（『5U』ではAlpha-152の代わりで出演）程度となっている。
『4』でトライタワーが崩壊してからはDOATECを離れ、リサら数名の科学者と新たな組織「M.I.S.T」（ミスト）を立ち上げている。
洋画版ではヴィクトール・ドノヴァンの名で、エリック・ロバーツが演じた。
菖蒲 (Ayame)
声 - 桑島法子 / カリ・ウォールグレン（海外版）
紫電の妻にしてハヤテ、かすみ、あやねの母親。『2U』のデモムービーや『D』のクロニクルモードなどに出演している。後者ではあやねのフィギュアから撮影が可能なほか、システムボイスも入手出来る。
『2U』のデモではかすみに良く似た童顔と明るい茶髪で描写され、掟によるあやねとの別離（里の差別）も仕方がないことで「ごめんなさい」と嘆くだけだったが、『D』ではどちらかというとあやね似の面立ちで髪色も抑え気味に描写され、一族の掟よりも親子の絆の方がはるかに大事なのだと諭す母親像になっている。
メイ・リン (Mei Lin)
声 - 堀江由衣
「メイリン」とも表記されるゲン・フーの孫娘。両親と共に交通事故に合い1人だけ一命を取り留めたが、莫大な治療費が必要なためDOA大会の賞金で助けようとしていた。『3』で全快し、『4』ではエリオットを「お兄ちゃん」と呼び仲睦まじく暮らしていた。
アリシア・アームストロング (Alicia Armstrong)
バースの妻にしてティナの母親。ティナが7歳の頃に病気で他界しており、設定のみの登場。
ローラン (Loran、Roland)
声 - 小山裕香
『2』から登場。シルクロードの女盗賊でレオンの恋人。遺言となった一言がレオンのDOA大会出場を決意させた。
ニキ (Niki)
声 - 小山裕香 / カリ・ウォールグレン（海外版）
ザックの恋人で、初出は『3』のエンディング。リサとクリスティを足して2で割ったような容姿をしている。以降は『X』『4』『X2』などのザック関連のデモに限って出演している。
ザックはぞっこんで惚れ込んでおり『X2』のラストでは求婚にまで至るも、ニキ本人にそこまでの気は無いらしく（説明書曰く“したたかな一面”）、さりげない態度でかわしていた。
陳 (Chen)
声 - 島田敏
『3』から登場。ブラッドの師である老人男性で、幻羅なる酒が飲みたいとして探しに行かせた。ブラッド曰く単なる酔っ払い。
美夜子 (Miyako)
声 - 藤野とも子
『4』から登場。こころの母親である芸妓で、京言葉で話す。フェイム・ダグラスの愛人にも同じ名前の人物が存在するが、真相は不詳となっている。
エレナからの依頼を受けてDOATEC日本支部局長の座に就くためにこころと共に東京に移り住み、こころが知ってか知らずかリサと行動を共にしてリグが管理する石油プラットフォームに訪れていた。
ムラマサ (Muramasa)
声 - 青野武→島田敏（5以降）
『4』から登場。『NINJA GAIDEN』シリーズからのセルフコラボかつ同一人物で「村正」とも記される。『5』ではトライタワー崩壊後からかすみを招いて隠れ里の居宅で暮らしていた。
リドリー (Ridley)
『D』に登場。『メトロイド アザーエム』からのゲストキャラクターで、同作のパイロスフィア・エリアをモチーフにした「GEOTHERMAL POWER PLANT」ステージの仕掛けとして登場。
サムス・アラン (Samus Aran)
『D』に登場。『メトロイド アザーエム』からのゲストキャラクターで、「GEOTHERMAL POWER PLANT」ステージの仕掛けとして登場。
アイリーン・ルゥ (Irene Lew)
声 - 鈴木麻里子 / Amanda Troop（海外版）
『D』に登場。『忍者龍剣伝』からの登場人物で、ハヤブサの公私に渡るパートナー。クロニクルモード内でハヤブサに協力するデモキャラクターで、フィギュアモードにも数体が用意され撮影が可能、システムボイスも入手できる。

## その他のタイトル

### DOAパラダイス♪
ディーオーエーパラダイス、EZwebまたはiモード向け携帯電話ゲーム、2006年11月16日&2007年7月17日発売。
バカンスシリーズのゲーム内容からテーブルゲーム部分と水着の着せ替えなどの要素のみに限定したカジュアルゲームで、“DEAD OR ALIVE 10th ANNIVERSARY”記念作品の一つ。
稼いだザック（通貨）を用いて購入した水着をプレゼントしたり、話した回数などでなかよし度（貢献度とも）が上昇していき、お礼として待受Flashが貰え、リアルタイムの5日間程度で発表される貢献度ランキングでお気に入りのキャラクターが上位になるとさらなるレア待受が入手できる、というもの。
出演女性キャラクターは『X2』と同じでモデリングもベースにしている。なお、名称が似ているがPSP専用ソフト『デッド オア アライブ パラダイス』とは別物である。

### DOA BLACKJACK 〜the Kasumi version〜
ディーオーエー ブラックジャック ザ・カスミ・バージョン、iPhoneまたはiPod touch向けアプリケーションソフトウェア、2009年6月10日 - 2010年2月22日発売。
『Rioシリーズ』におけるメディアミックスの1つ『Rio BLACKJACK』の続編にあたるカジュアルゲームで、テクモ社としての最後のDOAタイトルになった作品でもある。海外版の名称は“Girls of DOA BlackJack -the Kasumi version-”。
出演はかすみのみで、モデリングのベースは『O』。衣装は格闘種2着+水着種3着で、身体をタップするとバストが揺れるなどのリアクションをする。

## メディアミックス
- 『DOA/デッド・オア・アライブ』監督コリー・ユンによる洋画作品。
- 『クイーンズゲイト 運命のくノ一 かすみ』ゲームブック、ホビージャパン、2010年2月27日発売、ISBN 978-4-7986-0003-1。イラストレーターは“さんば挿”。武器が忍者刀なので斬撃技が中心だが、「バレーボール攻撃」や「桜纏い」などもある。
- 『パチンコCR デッド オア アライブ[注 46]』パチンコ、大一商会&コーエーテクモウェーブ、2013年7月稼動。同年9月からは新スペックの『パチンコCRA デッド オア アライブBS』が稼動した。
- 『SLOT DEAD OR ALIVE 5』パチスロ、ユニバーサルブロス、2016年8月稼動。
- 『CRデッドオアアライブエクストリーム[注 47]』パチンコ、大一商会&コーエーテクモウェーブ、2018年8月稼動。

## 開発
社内部署のTeam NINJAの手による。初代リーダーは板垣伴信で『X2』までを担当した後に退社し、同じく退社した元Team NINJAスタッフや元テクモ役員らと共にヴァルハラゲームスタジオを設立している。2代目リーダーは長谷川仁で、他社の盛大との共作『O』を担当した後に退社し角川ゲームスに転職している。その間から後述の早矢仕就任に至るまでの空白時期は梁取和彦が開発プロデューサーとしてメディアに登場。早矢仕洋介が3代目リーダーに就任してからは、新堀洋平らと共に『P』からシリーズの存続と開発を担当している。TwitterやFacebookも公開しており、開発チームとしてのアカウントのほか、井内毅や木下洋介は個人としても公開している。
第1作目は当時としてはすでに型落ちしていた基板で制作されたが、続編タイトルではプラットフォームの選定基準を一般的に「シェアが広い」「売れている」とされているものとは限らなくなり、「いかに美しい映像を表現できるか」を重要視した結果でハードを選ぶようになっていった。
モデリングには「わざと身体に陰影を付けないでキャラクター性を強調させる」と意図されていたことでポリゴン＝カクカクしたものというイメージを覆す滑らかなボディラインだったほか、一見して巨乳だと分かるグラマーな女性キャラクターのバストが過剰なまでに揺れていたのが特徴で、後者は当時の他社類系タイトルにはほぼ見られなかった一線を画す演出であり、後年に人気の理由として乳揺れが挙げられた。また、表現にも並々ならぬ信念を見せており、『5』からは「胸揺れはDOAシリーズとして外せない」「閃乱カグラには負けたくない」と語り、バスト表現に特化した「パイリアルエンジン」「やわらかエンジン」などと称する自社技術を開発し、『5+』からは揺れの激しさを好みで変えられる機能、『5LR』からは上位バージョンの機種で次世代の挙動を体感できるようになるなど、進化を続けている。公式グッズでは「おっぱいマウスパッド」が販売されてもいる。
キャラクターデザイン自体は1作目から『++』までの第1期、『2』から『4』までの第2期、『5』からの第3期に大別される流れで変化している。
また、いわゆる1P・2Pカラー選択における衣装のバリエーションが、移植版で増量されるボーナス「追加コス」として恒例になると、特に女性キャラクター分の種類が多く用意されセーラー服やチャイナドレスなどのコスプレ要素でも好評となり、現在ではヘアスタイル、下着のパンティー、眼鏡などの装飾品といった部分的にも自由に変更・着脱可能になるまでに発展している。しかし、オンラインゲームやアバターなどではポピュラーな全身のパーツによるキャラクターカスタマイズ的コスメチック・チェンジを取り入れることはせずに今日まで至っており、その理由について製作者は「10年育ててきたキャラをチンドン屋にはされたくないし、彼女たちは自分が好きな服を着ているのだから」「ものとかキャラではなく『彼女たち』と表現していて、スタッフ間で着せたい服（デザイン）を巡ってケンカもします」などとコメントしている。入手条件は1作目から『4』までの格闘タイトルや『X』『P』などのバカンスタイトルでは実際にプレイしての条件達成によるアンロッカブル（開放）制だが、『D』では無料のダウンロードコンテンツによる配信分も加わり、『X2』『5シリーズ』などではアンロッカブルと有料DLCの両方で、前者は入手条件の簡略化としてのDLC採用だが、後者は1キャラ最大8から14着ほどのアンロッカブル分以外の大多数が有料DLC専用分として提供されている。
なお、『PS2版2』の改造データを巡って係争中だった時勢にもかかわらず、『X』でも一部のユーザーが手を染めたヌードパッチ問題については、“キャラクターを裸にしたい人の欲望と、DOAが表現しているエロティシズムや可愛いさは全くの別物。コスチューム選択という行為はプレイヤーがDOAのキャラを愛してくれているからのものであって、裸にするというのはその逆。見たいのなら現実の相手で”とのように述べている。

## 評価

### 業界レビュー
格闘タイトルの最も高い評価は、国内ではファミ通各誌のクロスレビューにおける『DOA4』の39点で、当時の同点プラチナ殿堂入り競合タイトルは『SS版バーチャファイター2』、『PS版鉄拳3』、『DC版電脳戦機バーチャロン オラトリオ・タングラム』で、その上の40点満点は『DC版ソウルキャリバー』のみだった。海外ではIGNにおける『DC版DOA2』と『DOA3』の9.4点で、こちらは上述のPS版鉄拳3が9.3点、DC版VOOTが8.0点、DC版キャリバーが10点満点だった（SS版バーチャ2は採点無し）。最も低い評価は、国内ではファミ通における『DC版DOA2』の32点、海外ではゲーム・インフォーマーにおける『DOA5』の6.0点。
バカンスタイトルの最も高い評価は、国内ではファミ通における『DOAX2』の35点、海外ではGameProにおける『DOAX』の5点満点。最も低い評価は、国内ではファミ通における『DOAP』の29点、海外ではデストラクトイドにおける同作の1.0点。
| レビュー媒体/数値                             | タイトル/評価 |
| --------------------------------------------- | --- |
| 電撃PlayStation/満400                         | 『5U』350 |
| ファミ通/満40                                 | 『PS2版2』34、『DC版2』32、『3』37、『4』39、『X2』35、『P』29、『D』36、『5』36、『5+』36、『5U』34、『5LR』34                      |
| オールゲーム/満5                              | 『PS版DOA』4 |
| デストラクトイド/満10                         | 『P』1.0、『D』8、『5』8.5、『5+』8                                                                                                  |
| エレクトロニック・ゲーミング・マンスリー/満10 | 『D』7.5、『5』7.5、『5U』7.5 |
| ゲーム・インフォーマー/満10                   | 『3』9.25、『4』9.00、『X2』7.5、『P』4.00、『D』7.00、『5』6.00                                                                     |
| GamePro/満5                                   | 『X』5 |
| GameRankings/満100                            | 『D』82.02、『5+』83.40、『PS3版5U』77.75、『X360版5U』77.50                                                                         |
| Game Revolution/満5                           | 『5』3.5、『5+』4.0、『5U』4.0 |
| GameSpot/満10                                 | 『PS版DOA』7.3、『2HC』8.9、『3』7.9、『X』6、『4』8.8、『X2』5.9、『D』7.5、『5』7.5                                                |
| GameSpy/満5                                   | 『3』4、『U』4、『X』4、『4』4、『X2』2.5                                                                                            |
| Gamestats/満10                                | 『PS版DOA』7.9、『2HC』8.7、『DC版2』8.9、『3』8.7、『X』8、『U』8.7、『4』8.6、『X2』6.3、『P』5.5、『D』8                          |
| GameTrailers/満10                             | 『4』9.2、『X2』6.5、『P』4.9、『5』8.6                                                                                              |
| Hardcore Gamer/満5                            | 『5』4、『5+』4、『PS4版5LR』3.5 |
| IGN/満10                                      | 『PS版DOA』8.5、『2HC』8.7、『DC版2』9.4、『3』9.4、『X』9.2、『U』9.2、『4』9.0、『X2』6.4、『P』5.0、『D』8.0、『5』8.8、『5+』8.8 |
| Metacritic/満100                              | 『PS版DOA』84、『3』87、『X』73、『U』83、『4』85、『X2』53、『P』38、『D』79、『5』73、『5+』80、『PS3版5U』77、『X360版5U』78      |
| Nintendo Power/満10                           | 『D』9.0 |
| OnlineGamer/満5                               | 『O』3 |
| Official Xbox Magazine/満10                   | 『X』8.4、『4』8.5、『X2』6.5、『5』8.0、『5U』8.0                                                                                   |
| VideoGamer.com/満10                           | 『U』7、『4』8、『X2』4、『P』3、『D』7、『5』7                                                                                      |

### 受賞歴
- DEAD OR ALIVE
  - イギリス レジスタンス・レッド・スター賞 ゲーム・オブ・ザ・イヤー 第2位
  - The 50 Best Fighting Games of All Time 第7位[105][注 51]
  - ゲーメスト大賞 第11回（1997年）編集部特別賞
- DEAD OR ALIVE++
- DEAD OR ALIVE 2
  - Shin Force アーケード ゲーム・オブ・ザ・イヤー
  - Shin Force 3D ファイティング ゲーム・オブ・ザ・イヤー
  - the Academy of Interactive Arts & Sciences アニュアルアワード2001 コンソールファイティング ゲーム・オブ・ザ・イヤー
  - the Academy of Interactive Arts & Sciences アニュアルアワード2001 アニメーション
  - Electronic Gamiong Monthly エディターズチョイス 銀賞
  - Incite 金賞
- DEAD OR ALIVE 2 MILLENNIUM
- DEAD OR ALIVE 3
  - ベスト of E3 2001 テクノロジカルエクセレンス
  - the Academy of Interactive Arts & Sciences アニュアルアワード2002 コンソールファイティング ゲーム・オブ・ザ・イヤー
  - the National Academy of Video Game Trade Reviewers 2002 アウツタンディング・ファイティング・ゲーム・シークェル
  - the Electric Playground ベスト・コンソール・ファイティング・ゲーム
  - GameSpot ベスト・グラフィクス・テクニカル
- DEAD OR ALIVE XTREME BEACH VOLLEYBALL
  - アメリカ SPIKE TV Video Game Awards 2003 Best Animation Games
- DEAD OR ALIVE ULTIMATE
  - the National Academy of Video Game Trade Reviewers 2005 ゲーム・シークェル・ファイティング
- DEAD OR ALIVE 4
  - ファミ通 2005 スーパービジュアル賞
- DOAパラダイス♪
- DEAD OR ALIVE XTREME 2
- DOA ONLINE
- DOA BLACKJACK 〜the Kasumi version〜
- DEAD OR ALIVE Paradise
- DEAD OR ALIVE Dimensions
- DEAD OR ALIVE 5
  - Gamescom 2012 Destructoid Best of Fighters
  - IGN UK 2012「最も早く対戦相手（AI）を倒せるか」部門 ギネス認定
  - IGN BEST OF 2012 Best Xbox 360 Fighting Game
- DEAD OR ALIVE 5+
- DEAD OR ALIVE 5 ULTIMATE
- DEAD OR ALIVE 5 ULTIMATE ARCADE
- DEAD OR ALIVE 5 LAST ROUND
- DEAD OR ALIVE XTREME 3
- DEAD OR ALIVE 6
  - Hardcore Gamer ベスト・ファイティング・ゲーム

## 事件やニュース
2001 - 2004年間では『PS2版2』のオープニングに登場する全裸のキャラクターモデリングをプレイヤーキャラクター化するセーブデータの頒布に端を発するデッドオアアライブ事件裁判や、『X』の画像を無断掲載・改変などしたインフォレストをテクモが提訴した裁判、2006 - 2010年間では板垣伴信、一般女性（元テクモ広報）、テクモ、安田善巳などが当事者となった各裁判、2011年では海外版『D』の内、欧州連合中のスウェーデンとデンマークの2国と非連合国のノルウェーが「複数の事情により」、オーストラリアが「任天堂の回答が不充分」などの理由で発売中止または販売禁止となる出来事などがあった。